# Fuerza Aérea Suiza
La Fuerza Aérea Suiza (en alemán: Schweizer Luftwaffe; en francés: Forces aériennes suisses; en italiano: Forze Aeree Svizzere) es la rama aérea de las Fuerzas Armadas Suizas. Fue creada el 31 de julio de 1914, convirtiéndose en un cuerpo independiente en 1936.
En tiempos de paz, Dübendorf es la sede de funcionamiento de la Fuerza Aérea. La Fuerza Aérea Suiza opera desde varias bases fijas (ver el estado actual), pero su personal también está capacitado para llevar a cabo las operaciones aéreas a partir de pistas de aterrizaje temporales de carretera; en caso de crisis o guerra, varios tramos de carreteras están especialmente preparados para esta opción.

## Historia
En sus primeros años la aviación militar en Suiza tomó la forma de vuelos en globo, del que Eduard Spelterini fue pionero, pero en 1914 todavía había poco apoyo oficial para un cuerpo de aire. El estallido de la Primera Guerra Mundial cambió drásticamente opiniones y el oficial de caballería Theodor Real fue encargado de formar un cuerpo de vuelo. Se apoderó de tres aviones civiles en el aeropuerto de Berna y se dedicó a la formación inicial de nueve pilotos en una pista de aterrizaje improvisada cerca de Wankdorf Stadium, para más tarde mudarse a una base permanente en Dübendorf. Suiza se mantuvo neutral y aislada durante el conflicto, y el cuerpo aéreo limitó sus actividades a la formación y los ejercicios de reconocimiento y patrulla. [2] Fue sólo con el empeoramiento de la situación internacional en la década de 1930 que una fuerza aérea efectiva se estableció a un gran costo, con cazas Messerschmitt Bf 109, Macchi MC.202 y Morane-Saulnier MS.406  pedidos a Alemania, Italia y Francia, respectivamente (el Morane se construyó bajo licencia en Suiza como D-3800 y D-3801). [3] La Fuerza Aérea Suiza, como una fuerza militar autónoma servicio fue creada en octubre de 1936. [2]

### Segunda Guerra Mundial

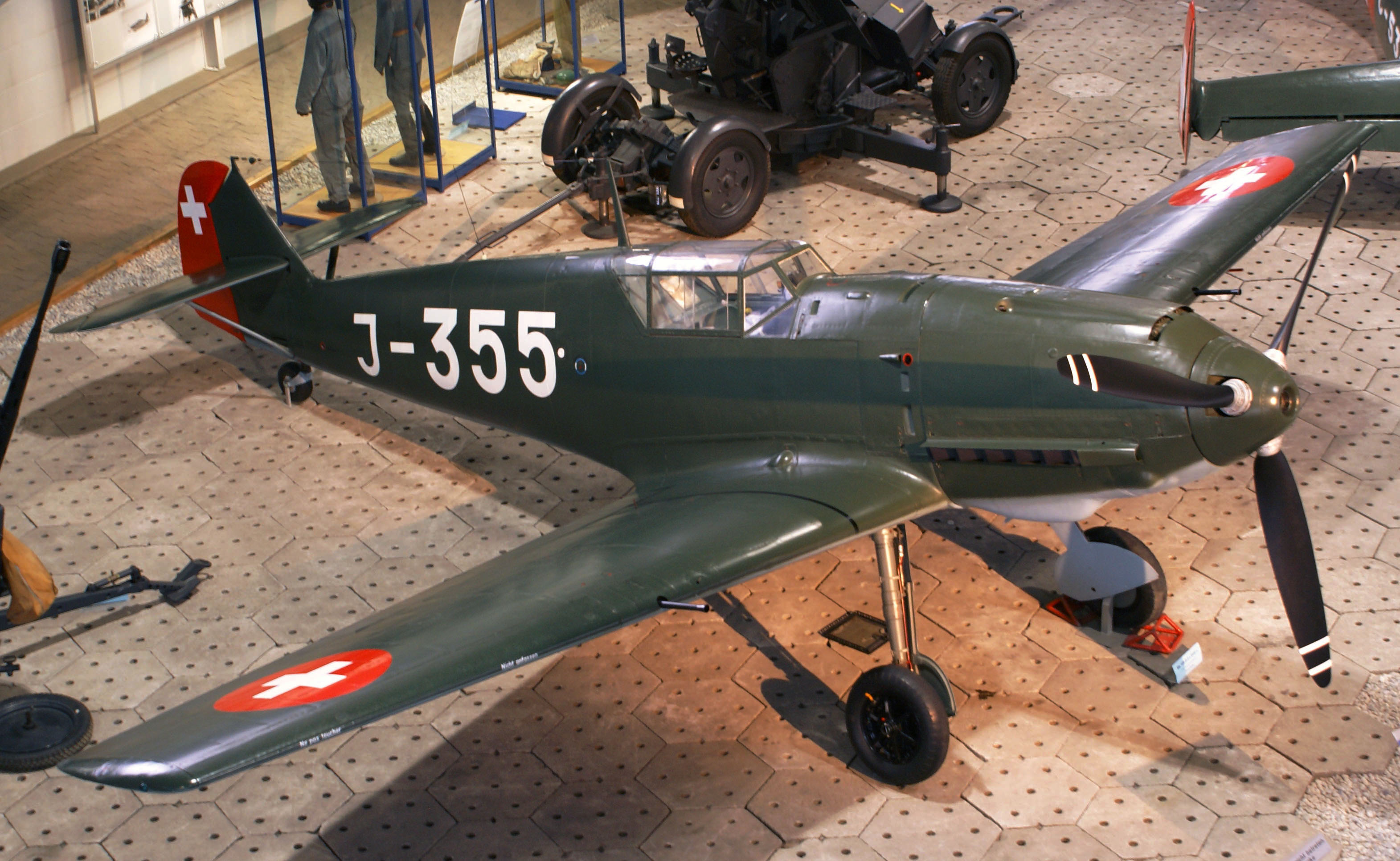
Un Bf 109-E3

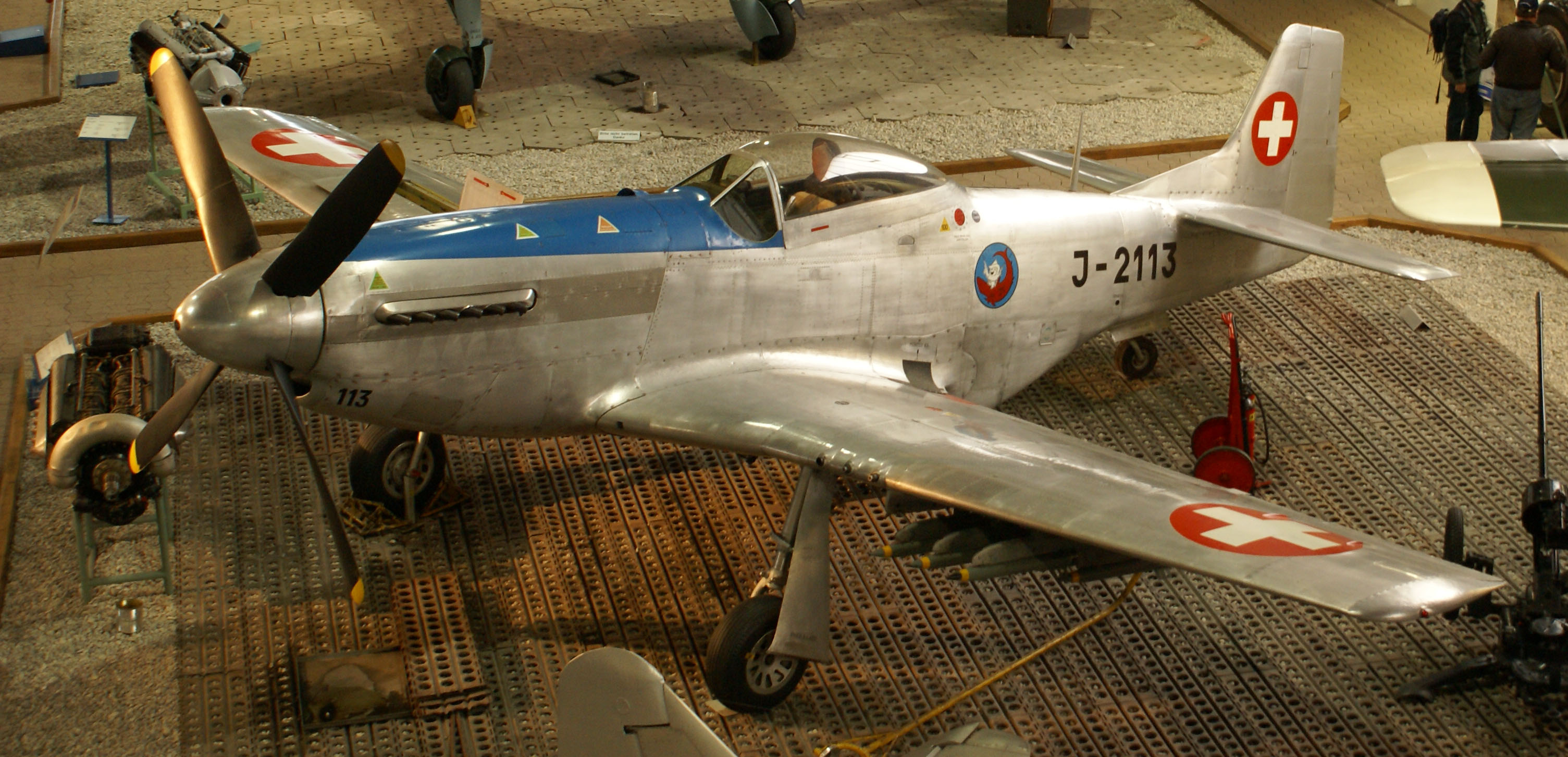
P-51D Suizo

Aunque Suiza se mantuvo neutral durante la Segunda Guerra Mundial, tuvo que lidiar con numerosas violaciones de su espacio aéreo por parte de aviones de ambos bandos; inicialmente por aviones alemanes, especialmente durante su invasión de Francia en 1940. Pilotos suizos atacaron y derribaron once aviones alemanes a cambio de dos de sus propios muertos. Esto obligó al comandante en jefe del Ejército de Suiza, el general Henri Guisan a prohibir los combates aéreos sobre territorio suizo.
Más tarde, durante la guerra, la ofensiva de bombarderos aliados de EE.UU. y británicos en el espacio aéreo suizo, ya sea artesanal dañado buscando un lugar seguro, o incluso en ocasiones bombardeo de ciudades suizas por error. Aviones suizos intentaron interceptar las aeronaves para obligarlos a descender a tierra, para la internación de los equipos. Sólo un piloto suizo murió durante la guerra, derribado por un bombardero de EE.UU. en septiembre de 1944.
Durante el curso de la guerra, los registros oficiales de Suiza cuentan 6.501 violaciones del espacio aéreo, con 198 aeronaves extranjeras que aterrizaron en el territorio suizo y 56 aviones estrellados.

### Guerra Fría

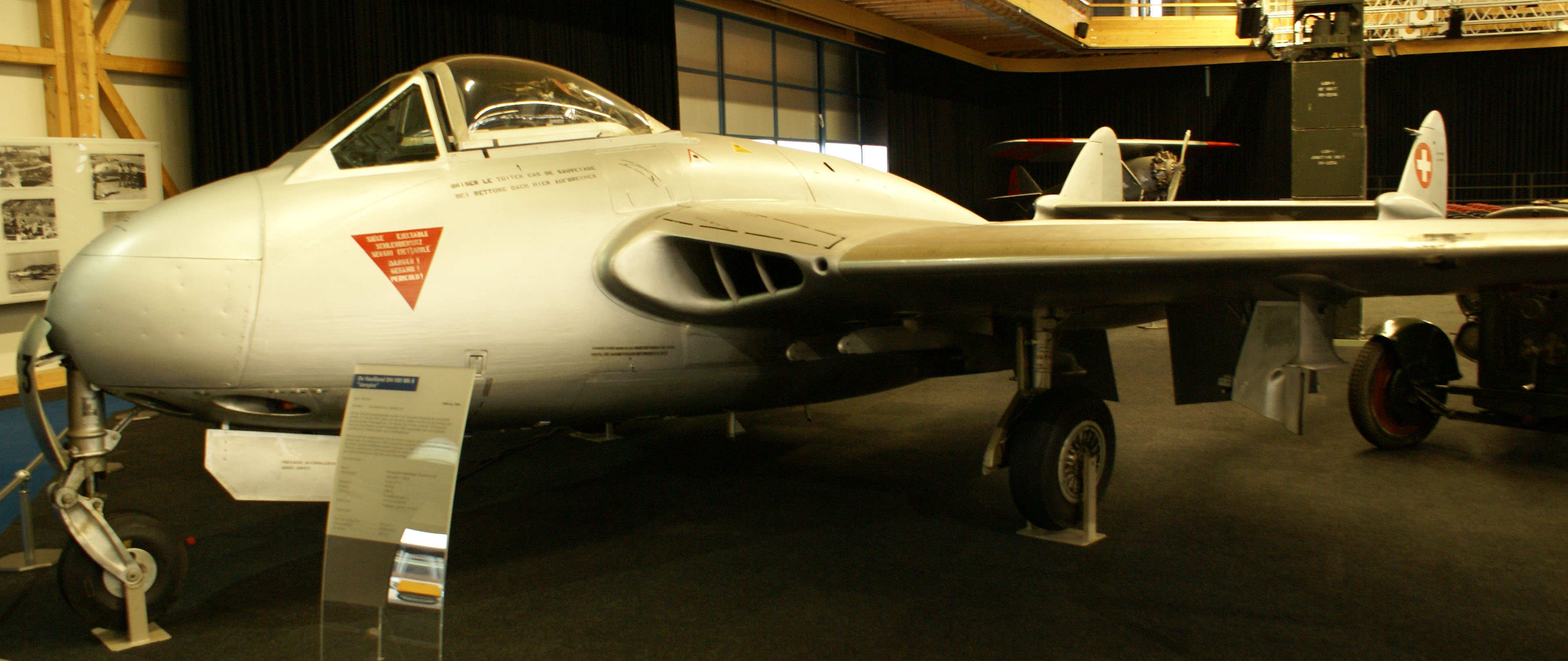
Un Vampire suizo en exposición

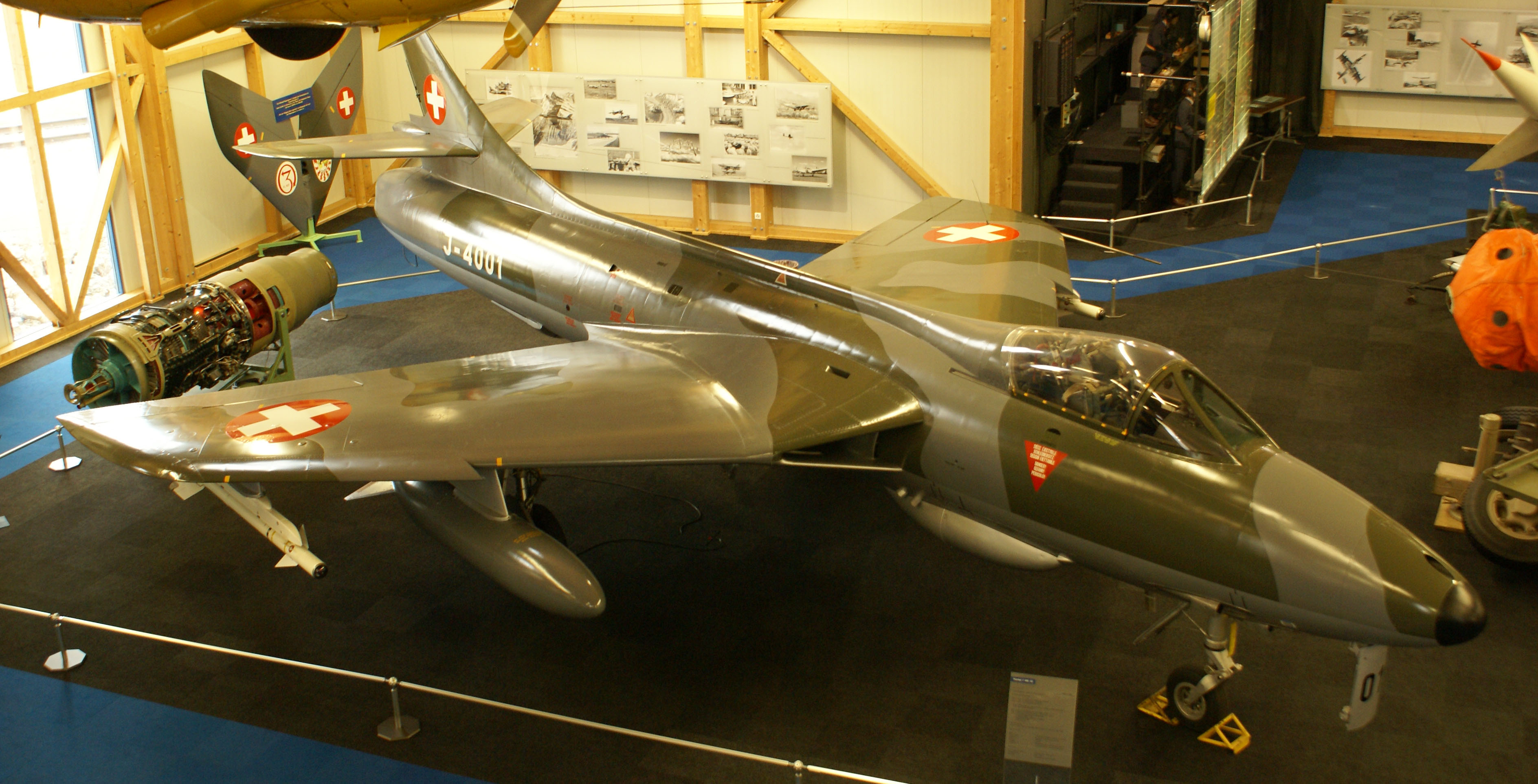
Hawker Hunter suizo

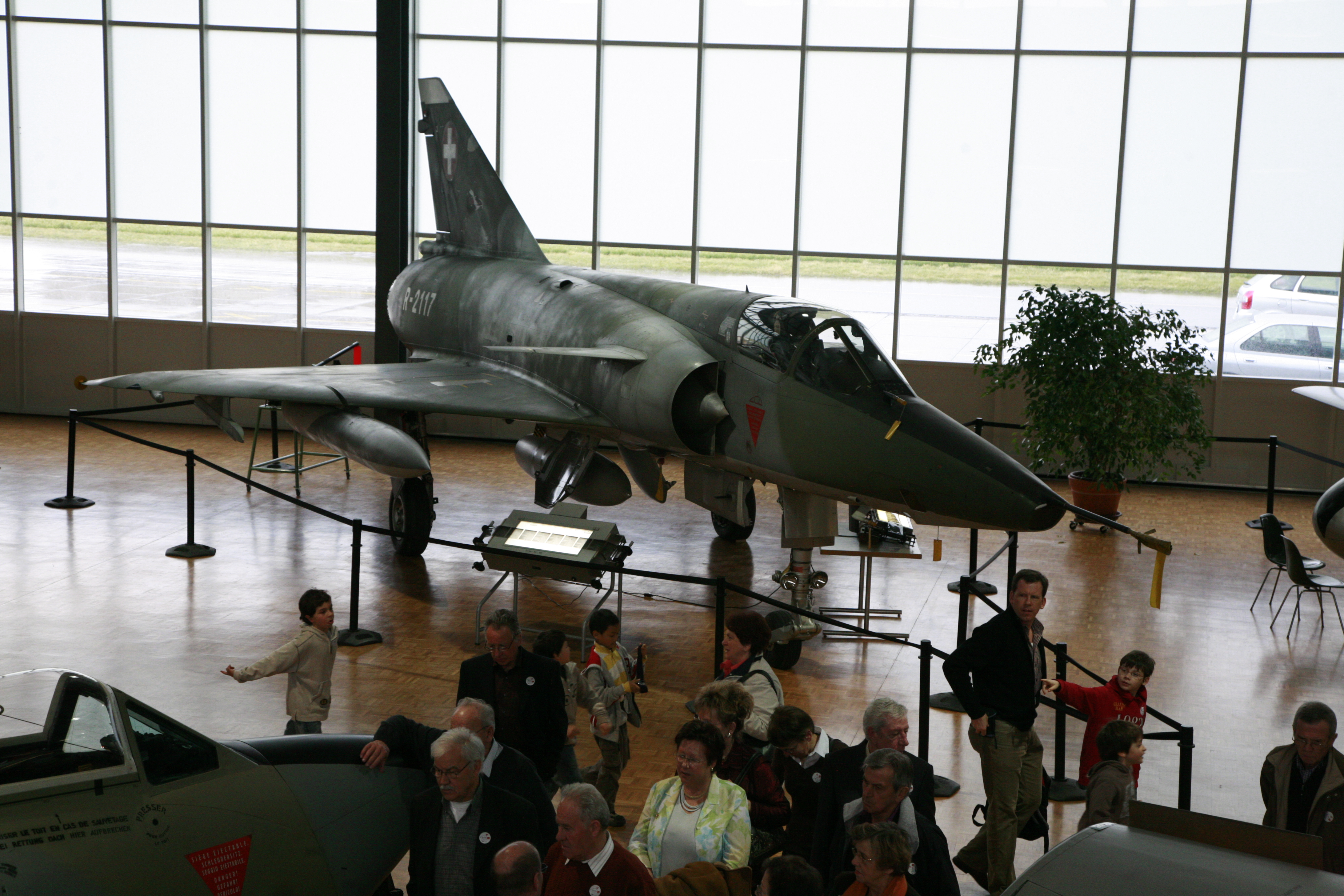
Mirage III Suizo en un museo

Después de la Segunda Guerra Mundial el servicio pasó a denominarse Fuerza Aérea Suiza y Anti-Aérea Comando (Schweizerische Flugwaffe Kommando der Flieger und Fliegerabwehrtruppen) y en 1966 se convirtió en un servicio independiente y separado del Ejército, bajo su actual nombre Schweizer Luftwaffe. Con la perspectiva aparentemente inminente de una nueva guerra mundial, esta vez con armas nucleares, el gasto militar suizó aumentó, adquiriéndose los siguientes aviones: 75 De Havilland Vampire en 1950, rápidamente seguido por más de 100 De Havilland Venom y el mismo número de Hawker Hunter. El De Havilland Venom fue hasta 1983, mientras que los Vampire y Hawker Hunter continuaron en servicio activo hasta 1990 y 1994, respectivamente.
A finales de la década de 1950, lo que refleja tanto la amenaza de la posible invasión de la Unión Soviética y las realidades de la guerra nuclear, la doctrina militar suizo cambió a la defensa de móviles que incluyen misiones de la Fuerza Aérea fuera de su territorio, con el fin de derrotar a ataques a distancia y las amenazas nucleares, incluida la posibilidad de empleo defensivo de aire entregado las armas nucleares. [5] Sin embargo, la incapacidad de campo de una fuerza aérea de la capacidad suficiente para llevar a cabo misiones de este tipo llevado a un cambio de la tradicional doctrina de la "protección del territorio propio". [6] Mientras tanto, la Fuerza Aérea también se comenzó a preparar ad-hoc bases aéreas en las montañas, con tramos de carretera reforzados en sus pavimentos para actuar como pistas y hangares excavados en la montaña.
En 1954 el primer radar de aire Reclutar escuela se activó, los primeros sistemas de radar de alerta temprana se instalaron y el concepto de las instalaciones de comando y control en las cumbres de las montañas se introdujo, que conducen a la adquisición del sistema de alerta temprana FLORIDA sistema de guía de comando en 1965 seguido por el actual sistema FLORAKO en 2003. Al mismo tiempo, aérea en tierra los proyectos de defensa se iniciaron como equipados con radares de mediano calibre armas de fuego con un sistema integrado de 63 Superfledermaus (Superbat) sistema de control de fuego , así como la BL-64 'sabueso' de aire del sistema de defensa antimisiles (1964 -1999).
Suiza no invirtió en el desarrollo de sus aviones de combate. En 1964, la adquisición de los cazas Dassault Mirage III (1964-2002) provocó un escándalo debido a graves excesos de presupuesto.  El comandante de la fuerza aérea, el jefe del Estado Mayor y el Ministro de Defensa se vieron obligado a renunciar, seguido de una completa reestructuración de la fuerza aérea y unidades de defensa aérea, el 1 de febrero de 1968, y llevando a la separación de los usuarios y los funcionarios de contratación.
En 1969 la fuerza aérea y logística de la defensa aérea fueron reasignados en brigadas. Las Fuerzas Armadas y el Servicio Meteo Grupo de Rescate avalancha quedó dentro de la fuerza aérea y el comando de defensa aérea y de la Compañía de Reconocimiento Para estableció.
La década de 1970 fueron los años de la histórica grandes maniobras con más de 22.000 participantes. También un concepto de defensa aérea se introdujo en el que se optaba por un caza de superioridad aérea en lugar de un interceptor puro. En 1974, los 2 primeros Northrop F-5 Tiger se pusieron a prueba y en 1978 el primer F-5 Tiger caza / interceptor escuadrón entró en funcionamiento. El F-5 se encuentra todavía en funcionamiento, pero está programado para ser reemplazado en el año 2015.

### Después de la guerra fría
A finales de 1980 la situación cambiante mundo político y militar implica la necesidad de un avión polivalente en la fuerza aérea de Suiza. Después de la evaluación, el desempeño de los F/A-18 Hornet fue el factor decisivo en su selección. Diseñado para operadores de transmisión de operaciones, se consideró que se adapta bien a las operaciones en pistas cortas, con despegues empinada. Su radar permite que el F/A-18 para detectar y atacar simultáneamente varios objetivos con misiles de largo alcance guiado.
Entre 1996 y 1999, de 33 años licencia de construcción Hornets dejaron las líneas de montaje en Emmen. Con una longitud de 17 metros, el F/A-18 es más largo que el Mirage III. Su envergadura de 12 metros superior a la F-5 Tigre por 4 metros. Por lo tanto, las cavernas existentes en las montañas tuvieron que ser ampliada, en un proceso continuo a partir de 2011. El F/A-18 suizo pesa 17 toneladas, aproximadamente 2,5 veces más que el Tiger. Se puede cargar fácilmente 7 toneladas, alrededor de 6 veces la carga útil de los jubilados Hawker Hunter. Los motores proporcionan un empuje de 16 toneladas, aproximadamente 3,5 veces en el rendimiento tanto como los motores de F-5.

### Policía aérea
La actividad como policía aérea es una de las principales actividades de la fuerza aérea Suiza. Ésta distingue entre dos clases de misiones: Misiones de identificación y misiones de intervención.
| Año  | Misiones de identificación | Misiones de intervención |       |
| ---- | -------------------------- | ------------------------ | ----- |
| 2006 | 342                        | 22                       |       |
| 2007 | 295                        | 23                       |       |
| 2008 | 308                        | 23                       |       |
| 2009 | 294                        | 9                        |       |
| 2010 | 246                        | 22                       |       |
| 2011 | 350                        | 12                       |       |
| 2012 | 207                        | 10                       |       |
| 2013 | 202                        | 9                        |       |
| 2014 | 277                        | 15                       |       |
| 2015 | 276                        | 37                       |       |
| 2016 | 337                        | 26                       | [ 4 ] |
| 2017 | 292                        | 36                       | [ 4 ] |
| 2018 | 245                        | ca.20                    | [ 5 ] |

### Aeronaves históricas
| Imagen                  | Aeronave                    | Origen         | Tipo                    | Versiones            | En Servicio | Entered service | WFU                                                                                        | Notas |
| ----------------------- | --------------------------- | -------------- | ----------------------- | -------------------- | ----------- | --------------- | ------------------------------------------------------------------------------------------ | --- |
|                         | Aérospatiale Alouette II    | Francia        | Helicóptero utilitario  | II                   | 30          | 1958            | 1992                                                                                       | 10 bought in 1958, and 20 in 1964.                                                                           |
|                         | Aérospatiale Alouette III   | Francia        | Helicóptero utilitario  | III                  | 84          | 1964            | 2010                                                                                       | 14 lost in accidents. Replaced by EC635.                                                                     |
|                         | BAE Hawk                    | Reino Unido    | Avión de entrenamiento  | T.66                 | 19          | 1987            | 2002                                                                                       | One lost in 1990. 18 sold to the Finnish Defence Forces in 2008.                                             |
|                         | Beechcraft Expeditor        | Estados Unidos | Avión de transporte     | C18S, C-45F          | 3           | 1948            | 1969                                                                                       | |
|                         | Beechcraft Twin Bonanza     | Estados Unidos | Avión de transporte     | E50                  | 3           | 1957            | 1989                                                                                       | |
|                         | BFW M.18                    | Alemania       | Avión de transporte     | 18C & 18D            | 4           | 1929            | 1954                                                                                       | 1 18C, 3 18D.                                                                                                |
|                         | Bücker Jungmann             | Alemania       | Avión de entrenamiento  | Bü 131               | 94          | 1936            | 1971                                                                                       | Two seat biplane. 10 impressed from aero clubs.                                                              |
|                         | Bücker Jungmeister          | Alemania       | Avión de entrenamiento  | Bü 133               | 52          | 1937            | 1968                                                                                       | Acrobatics/air combat training single seat biplane.                                                          |
|                         | Comte AC-1                  | Suiza          | Caza                    | AC-1                 | 1           | 1928            | 1939                                                                                       | |
|                         | Comte AC-4                  | Suiza          | Avión de transporte     | AC-4                 | 1           | 1931            | 1938                                                                                       | |
|                         | Comte AC-11-V               | Suiza          | Avión de transporte     | AC-11-V              | 1           | 1943            | 1945                                                                                       | |
|                         | Dassault Falcon             | Francia        | VIP Avión de transporte | 50                   | 1           | 1996            | 2013                                                                                       | Replaced by Dassault Falcon 900EX.                                                                           |
|                         | Dassault Mirage III         | Francia        | experimental            | IIIC                 | 1           | 1962            | 1999                                                                                       | |
| Avión de reconocimiento | Dassault Mirage III         | Francia        | IIIRS                   | 18                   | 1964        | 2003            |                                                                                            | |
| Caza                    | Dassault Mirage III         | Francia        | IIIS                    | 36                   | 1964        | 1999            | Swiss IIIC, Upgraded by RUAG Aerospace in 1988. Financial scandal reduced orders from 100. | |
| Avión de entrenamiento  | Dassault Mirage III         | Francia        | IIIBS                   | 4                    | 1964        | 2003            | 2 lost in accidents.                                                                       | |
| Avión de entrenamiento  | Dassault Mirage III         | Francia        | IIIDS                   | 2                    | 1983        | 2003            | Replaced crashed Mirage IIIBS.                                                             | |
|                         | de Havilland Mosquito       | Reino Unido    | bombardero              | PR.4 & FB.6          | 2           | 1944            | 1954                                                                                       | 1 used by Swissair for pilot training. 2nd was engine testbed for EFW N-20.                                  |
|                         | de Havilland Vampire        | Reino Unido    | Caza                    | F.1                  | 4           | 1946            | 1990                                                                                       | First Swiss Air Force jet aircraft. For testing.                                                             |
| Caza bombardero         | de Havilland Vampire        | Reino Unido    | F.6                     | 178                  | 1949        | 1990            | Includes 3 from spare parts.                                                               | |
| night fighter           | de Havilland Vampire        | Reino Unido    | NF.10                   | 1                    | 1958        | 1961            | Testing only.                                                                              | |
| Avión de entrenamiento  | de Havilland Vampire        | Reino Unido    | T.55                    | 39                   | 1953        | 1990            | Two seat trainer, 30 built in Switzerland.                                                 | |
|                         | de Havilland Venom          | Reino Unido    | Caza bombardero         | FB.50                | 126         | 1954            | 1984                                                                                       | Improved Vampire with new wings. Swiss FB.50 = RAF FB.1, FB.54 = FB.5.                                       |
| Avión de reconocimiento | de Havilland Venom          | Reino Unido    | FB.50R                  | 24                   | 1956        | 1975            |                                                                                            | Improved Vampire with new wings. Swiss FB.50 = RAF FB.1, FB.54 = FB.5.                                       |
| Caza bombardero         | de Havilland Venom          | Reino Unido    | FB.54                   | 100                  | 1956        | 1983            |                                                                                            | Improved Vampire with new wings. Swiss FB.50 = RAF FB.1, FB.54 = FB.5.                                       |
| Avión de reconocimiento | de Havilland Venom          | Reino Unido    | FB.54R                  | 8                    | 1980        | 1987            |                                                                                            | Improved Vampire with new wings. Swiss FB.50 = RAF FB.1, FB.54 = FB.5.                                       |
|                         | Dewoitine D.26              | Francia        | Avión de entrenamiento  | D.26                 | 11          | 1931            | 1948                                                                                       | |
|                         | Dewoitine D.27              | Francia        | Caza                    | D.27                 | 66          | 1928            | 1944                                                                                       | |
|                         | Dornier Do 27               | Alemania       | Avión de reconocimiento | Do 27H2              | 7           | 1958            | 2005                                                                                       | |
|                         | N-20.2 Arbalète             | Suiza          | experimental fighter    | N-20.2               | 1           | 1949            | 1952                                                                                       | First Swiss designed jet fighter, only 1 test aircraft built.                                                |
|                         | N-20.10 Aiguillon           | Suiza          | Caza bombardero         | N-20.10              | 1           | 1949            | 1952                                                                                       | First Swiss designed jet fighter, not in serie produced.                                                     |
|                         | EKW C-35                    | Suiza          | Avión de reconocimiento | C-35 & 35-1          | 90          | 1937            | 1954                                                                                       | 8 built from spares.                                                                                         |
|                         | EKW C-36                    | Suiza          | Avión de reconocimiento | C-3603               | 160         | 1942            | 1987                                                                                       | 20 converted to target tugs, 40 re-engined with turboprop.                                                   |
|                         | Eurocopter Dauphin 2        | Francia        | VIP Avión de transporte | SA.365N              | 1           | 2005            | 2009                                                                                       | Used by the state government                                                                                 |
|                         | Fairey Fox                  | Reino Unido    | Avión de reconocimiento | VI.R                 | 2           | 1937            | 1945                                                                                       | |
|                         | FFA P-16                    | Suiza          | Caza bombardero         | P-16.04 & P-16 Mk.II | 5           | 1955            | 1960                                                                                       | Prototypes. Order for 100 cancelled after 2nd crash. 2 returned to FFA.                                      |
|                         | Fieseler Fi 156             | Alemania       | Avión de transporte     | C-3 Trop             | 5           | 1940            | 1963                                                                                       | Number includes 1 impressed.                                                                                 |
|                         | Focke-Wulf Fw 44            | Alemania       | Avión de entrenamiento  | Fw 44F               | 1           | 1945            | 1953                                                                                       | |
|                         | Fokker C.V                  | Países Bajos   | Avión de reconocimiento | D & E                | 64          | 1927            | 1954                                                                                       | |
|                         | Häfeli DH-1                 | Suiza          | Avión de reconocimiento | DH-1                 | 6           | 1916            | 1919                                                                                       | |
|                         | Häfeli DH-3                 | Suiza          | Avión de reconocimiento | DH-3                 | 109         | 1917            | 1939                                                                                       | |
|                         | Häfeli DH-5                 | Suiza          | Avión de reconocimiento | DH-5                 | 80          | 1922            | 1940                                                                                       | |
|                         | Hanriot HD-1                | Francia        | Caza                    | HD-1                 | 16          | 1921            | 1930                                                                                       | |
|                         | Hawker Hunter               | Reino Unido    | Caza bombardero         | F.58                 | 100         | 1958            | 1994                                                                                       | Swiss F.58=RAF F.6, FB.58A=FGA.9, T.68=T.66. Final assembly at Emmen. 3 batches, some converted ex-RAF F.6s. |
| Caza bombardero         | Hawker Hunter               | Reino Unido    | F.58A                   | 52                   | 1971        | 1994            |                                                                                            | Swiss F.58=RAF F.6, FB.58A=FGA.9, T.68=T.66. Final assembly at Emmen. 3 batches, some converted ex-RAF F.6s. |
| Avión de entrenamiento  | Hawker Hunter               | Reino Unido    | T.68                    | 8                    | 1974        | 1994            |                                                                                            | Swiss F.58=RAF F.6, FB.58A=FGA.9, T.68=T.66. Final assembly at Emmen. 3 batches, some converted ex-RAF F.6s. |
|                         | Hiller UH-12                | Estados Unidos | Avión de reconocimiento | B                    | 3           | 1952            | 1962                                                                                       | |
|                         | Junkers Ju 52               | Alemania       | Avión de transporte     | Versions             | 3           | 1939            | 1981                                                                                       | Since 1983 museum aircraft at Dübendorf.                                                                     |
|                         | Learjet 35                  | Estados Unidos | VIP Avión de transporte | A                    | 2           | 1987            | 2006                                                                                       | |
|                         | Messerschmitt Bf 108        | Alemania       | Avión de transporte     | B                    | 18          | 1938            | 1959                                                                                       | |
|                         | Messerschmitt Bf 109        | Alemania       | Caza                    | D-1                  | 10          | 1939            | 1949                                                                                       | |
| Caza                    | Messerschmitt Bf 109        | Alemania       | E-1 & E-3               | 89                   | 1939        | 1948            |                                                                                            | |
| Caza                    | Messerschmitt Bf 109        | Alemania       | F-4/Z                   | 2                    | 1942        | 1947            |                                                                                            | |
| Caza                    | Messerschmitt Bf 109        | Alemania       | G-6 & G-14              | 16                   | 1944        | 1947            |                                                                                            | |
|                         | Morane-Saulnier G           | Francia        | Avión de entrenamiento  | G or H               | 1           | 1914            | 1919                                                                                       | |
|                         | Morane-Saulnier MS.229      | Francia        | Avión de entrenamiento  | Et2                  | 2           | 1931            | 1941                                                                                       | |
|                         | Morane-Saulnier MS.406      | Francia        | Caza                    | MS.406               | 2           | 1939            | 1954                                                                                       | Trainer after replaced as fighter in 1948. 17 3801s built from spares after production ended.                |
| Caza                    | Morane-Saulnier MS.406      | Francia        | 3800                    | 82                   | 1940        | 1954            |                                                                                            | Trainer after replaced as fighter in 1948. 17 3801s built from spares after production ended.                |
| Caza                    | Morane-Saulnier MS.406      | Francia        | 3801                    | 224                  | 1941        | 1959            |                                                                                            | Trainer after replaced as fighter in 1948. 17 3801s built from spares after production ended.                |
| Caza                    | Morane-Saulnier MS.406      | Francia        | 3802                    | 13                   | 1946        | 1956            |                                                                                            | Trainer after replaced as fighter in 1948. 17 3801s built from spares after production ended.                |
| Caza                    | Morane-Saulnier MS.406      | Francia        | 3803                    | 1                    | 1947        | 1956            |                                                                                            | Trainer after replaced as fighter in 1948. 17 3801s built from spares after production ended.                |
|                         | Nardi FN.315                | Italia         | Avión de entrenamiento  | FN.315               | 2           | 1944            | 1948                                                                                       | |
|                         | Nieuport 23                 | Francia        | Avión de entrenamiento  | 23 C.1               | 5           | 1917            | 1921                                                                                       | |
|                         | Nieuport 28                 | Francia        | Caza                    | 28 C.1               | 15          | 1918            | 1930                                                                                       | |
|                         | Nord Norécrin               | Francia        | Avión de transporte     | 1201                 | 1           | 1948            | 1952                                                                                       | |
|                         | Nord Norvigie               | Francia        | Avión de transporte     | NC.850               | 1           | 1949            | 1950                                                                                       | Tested and returned to Nord                                                                                  |
|                         | North American P-51 Mustang | Estados Unidos | Avión de reconocimiento | P-51B-10             | 1           | 1944            | 1945                                                                                       | Some bought surplus for $4000 US ea.                                                                         |
| Caza                    | North American P-51 Mustang | Estados Unidos | P-51D                   | 113                  | 1948        | 1957            |                                                                                            | Some bought surplus for $4000 US ea.                                                                         |
| Caza                    | North American P-51 Mustang | Estados Unidos | TP-51D                  | 2                    | 1948        | 1957            |                                                                                            | Some bought surplus for $4000 US ea.                                                                         |
| Caza                    | North American P-51 Mustang | Estados Unidos | F-6                     | 15                   | 1948        | 1957            |                                                                                            | Some bought surplus for $4000 US ea.                                                                         |
|                         | North American T-6          | Canadá         | Avión de entrenamiento  | Mk.IIB               | 40          | 1948            | 1968                                                                                       | Surplus ex-RCAF (Canadian built).                                                                            |
|                         | Pilatus P-2                 | Suiza          | Avión de entrenamiento  | P-2 05 & 06          | 55          | 1945            | 1981                                                                                       | |
|                         | Pilatus P-3                 | Suiza          | Avión de entrenamiento  | P-3                  | 73          | 1956            | 1995                                                                                       | Number includes prototype.                                                                                   |
|                         | Piper Super Cub             | Estados Unidos | Avión de reconocimiento | PA-18-150            | 6           | 1948            | 1975                                                                                       | |
|                         | Potez 25                    | Francia        | Avión de reconocimiento | L-25 A.2             | 17          | 1927            | 1940                                                                                       | |
|                         | Potez 63                    | Francia        | bombardero              | 630 & 633            | 2           | 1938            | 1944                                                                                       | |
|                         | Rockwell Grand Commander    | Estados Unidos | Avión de reconocimiento | 680FL                | 1           | 1976            | 1993                                                                                       | Civil registered for Federal Office of Topography.                                                           |
|                         | Siebel Si 204               | Alemania       | Avión de transporte     | D-1                  | 1           | 1945            | 1955                                                                                       | Interned. |
|                         | Stinson Sentinel            | Estados Unidos | Avión de transporte     | L-5                  | 1           | 1944            | 1945                                                                                       | |
|                         | Sud-Ouest Djinn             | Francia        | Helicóptero utilitario  | S.O.1221             | 4           | 1958            | 1964                                                                                       | Returned to manufacturer following rotor problems.                                                           |
|                         | Weber-Landolf-Münch WLM-1   | Suiza          | glider                  | WLM-1                | 2           | 1951            | unk                                                                                        | |

#### AFB Histórica

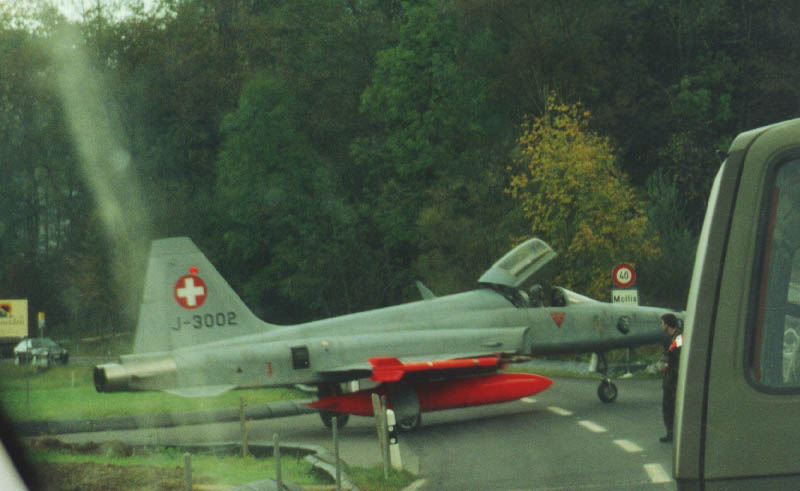
F-5E crossing Street at Mollis AFB

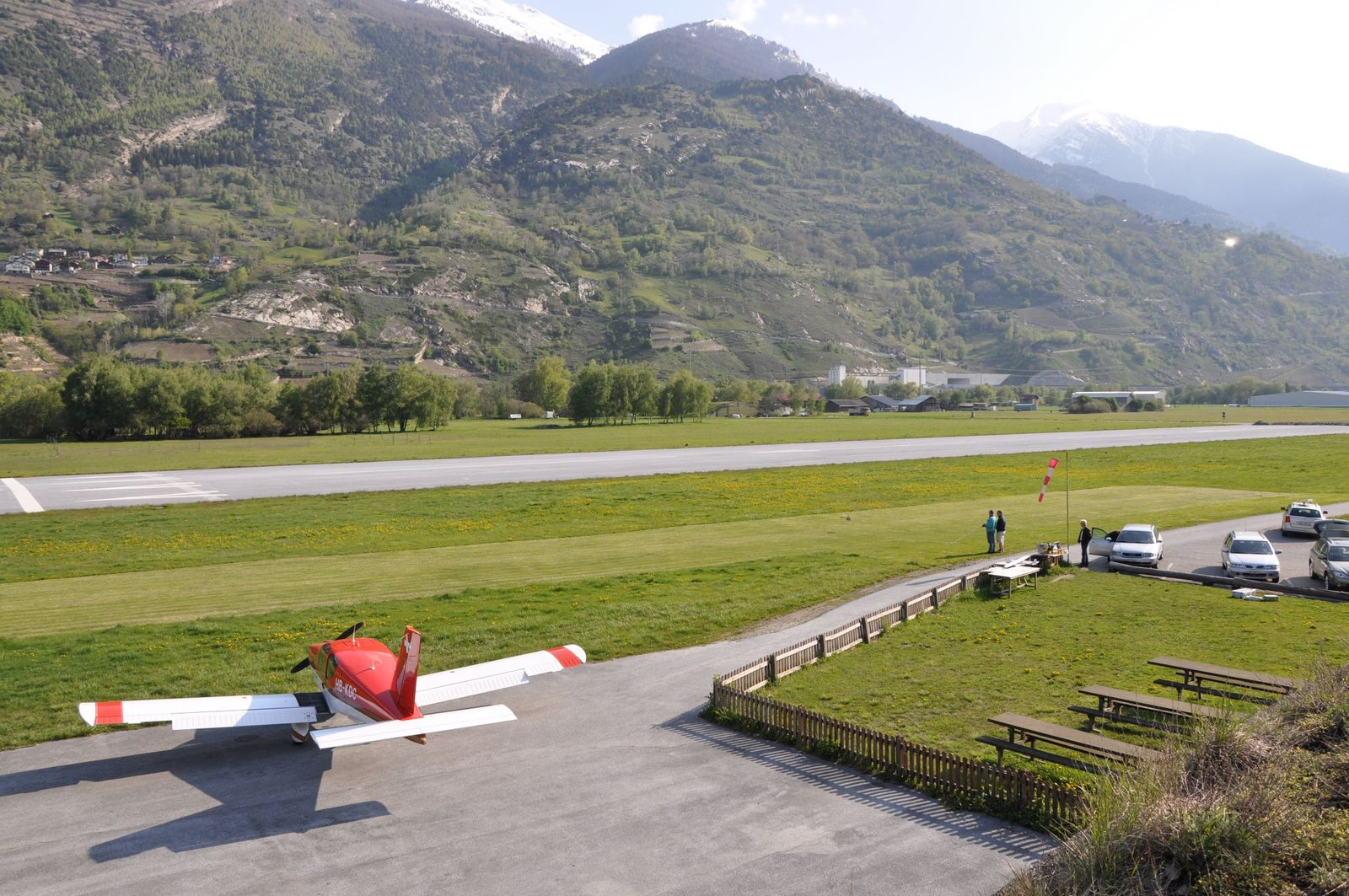
Antiguo aeródromo de Raron

- Ambri (LSPM)
- Ems GR
- Frutigen
- Flugplatz Interlaken (LSMI)
- Flugplatz Kägiswil (LSPG)
- Littau
- Mollis
- Münster VS
- Raron (LSTA)
- Reichenbach im Kandertal
- Saanen  (LSGK)
- San Vittore GR
- Sankt Stephan BE  (LSTS)
- Turtmann  (LSMJ)
- Ulrichen
- Zweisimmen  (LSTZ)

#### Defensa antiaérea antigua

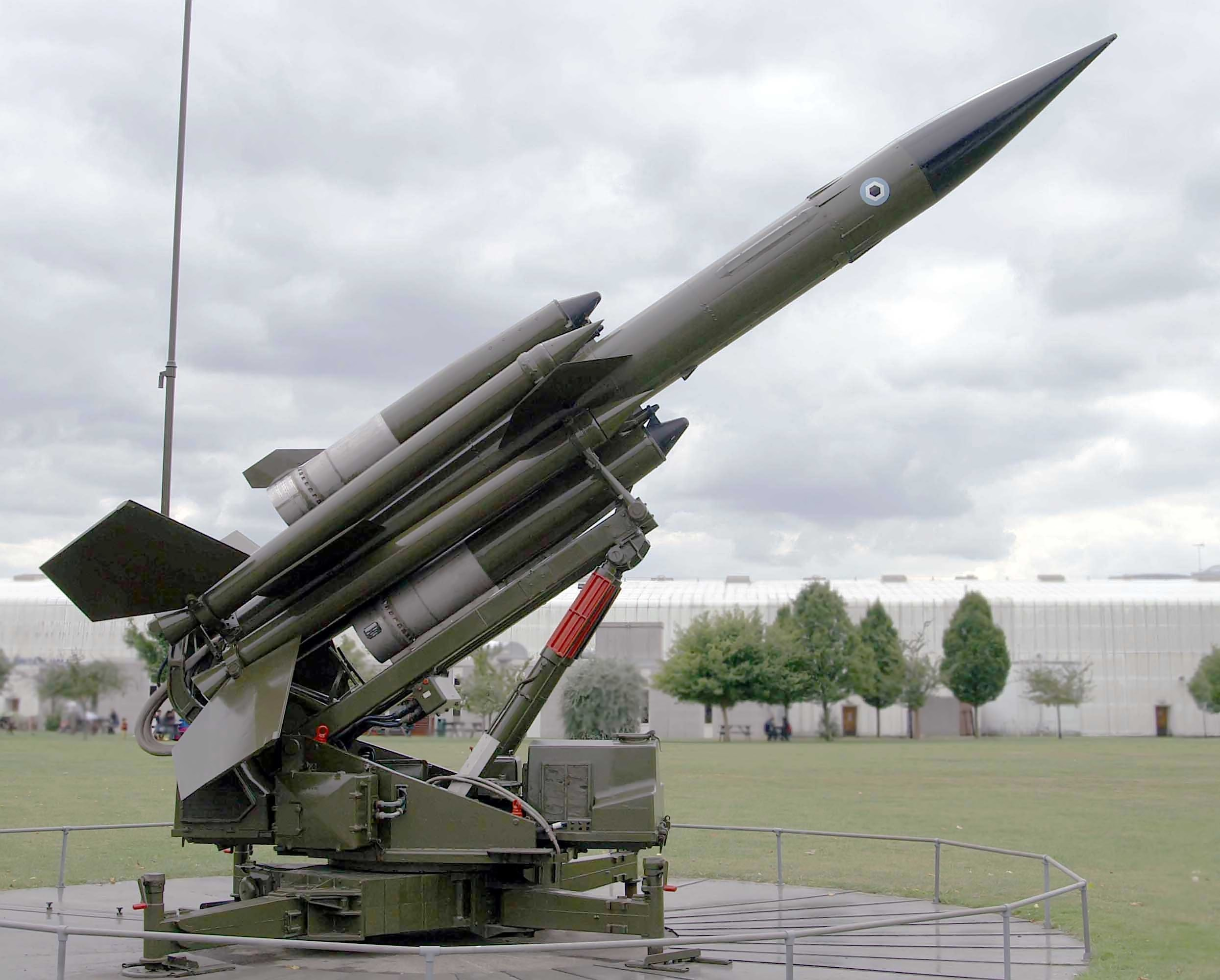
Bloodhound SAM

| Imagen | Tipo                  | Origen                  | Entrada en servicio | WFU  | Notas                     |
| ------ | --------------------- | ----------------------- | ------------------- | ---- | ------------------------- |
|        | Oerlikon 20 mm cannon | Suiza                   | 1937                | 1992 | (L Flab Kan 37).          |
|        | Oerlikon 20 mm cannon | Suiza                   | 1954                | 1995 | (L Flab Kan 54 Oe).       |
|        | Bristol Bloodhound    | Bandera del Reino Unido | 1964                | 1999 | Flab Lwf BL 64 Bloodhound |

#### Defensa antiaérea de fabricación suiza
Varias compañías suizas han ofrecido sistemas de defensa antiaérea al ejército suizo, pero éste los rechazó tras realizar pruebas.
| Imagen | Tipo                          | Origen                      | Entrada en servicio | WFU  | Notas                                                              |
| ------ | ----------------------------- | --------------------------- | ------------------- | ---- | ------------------------------------------------------------------ |
|        | 35 mm anti aircraft tank B22L | Suiza                       | 1958                | 1964 |                                                                    |
|        | RSA Missile                   | Suiza                       | 1946                | 1958 |                                                                    |
|        | RSD 58                        | Suiza                       | 1952                | 1958 |                                                                    |
|        | RSE Kriens (Missile)          | Suiza                       | 1958                | 1966 |                                                                    |
|        | Mowag Shark                   | Suiza Reino Unido · Francia | 1981                | 1983 | with French Crotale (missile) or British twin AAA "wildcat"2x30mm. |

#### Sistemas de radar antiguos

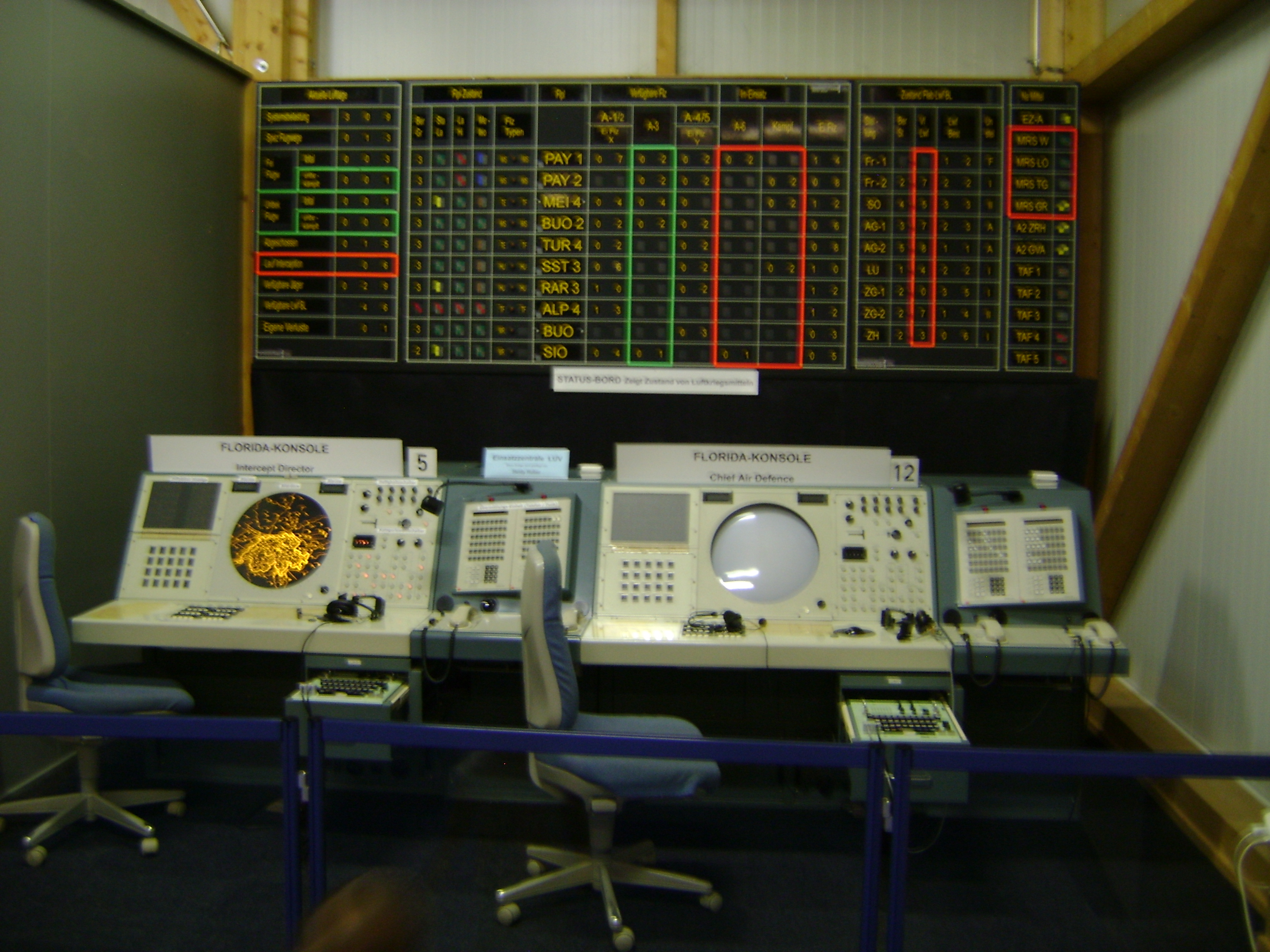
FLORIDA EZ at Fliegermuseum Dübendorf

| Imagen | Tipo                                              | Origen                             | Entrada en servicio | WFU  | Notas |
| ------ | ------------------------------------------------- | ---------------------------------- | ------------------- | ---- | ----- |
|        | FLORIDA Airspace monitoring and management system | Estados Unidos                     | 1970                | 2003 |       |
|        | SRF Airspace monitoring and management system     | Francia                            | 1955                | 1970 |       |
|        | LGR-1 Radar                                       | Estados Unidos                     | 1948                | 1955 |       |
|        | Target allocation radar TPS-1E                    | Estados Unidos · (licensed) Italia | 1958                | 1989 |       |
|        | Super Fledermaus                                  | Suiza                              | 1965                | 1977 |       |
|        | Fire control radar Mark VII                       | Reino Unido                        | 1958                | 1967 |       |

### AFB Actual

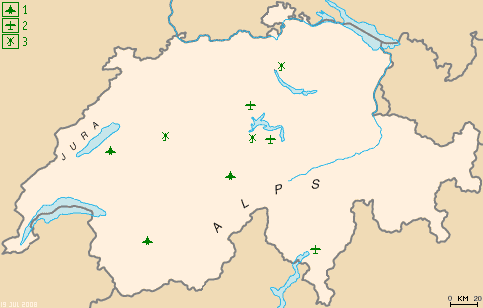

- Payerne (LSMP)
- Sion (LSMS)
- Emmen (LSME)
- Meiringen (LSMM)
- Alpnach (LSMA)
- Buochs (LSMU)
- Dübendorf (LSMD)
- Lodrino (LSML)
- Locarno (LSMO)
- Bern (LSZB), VIP only

### Vigilancia por radar actual

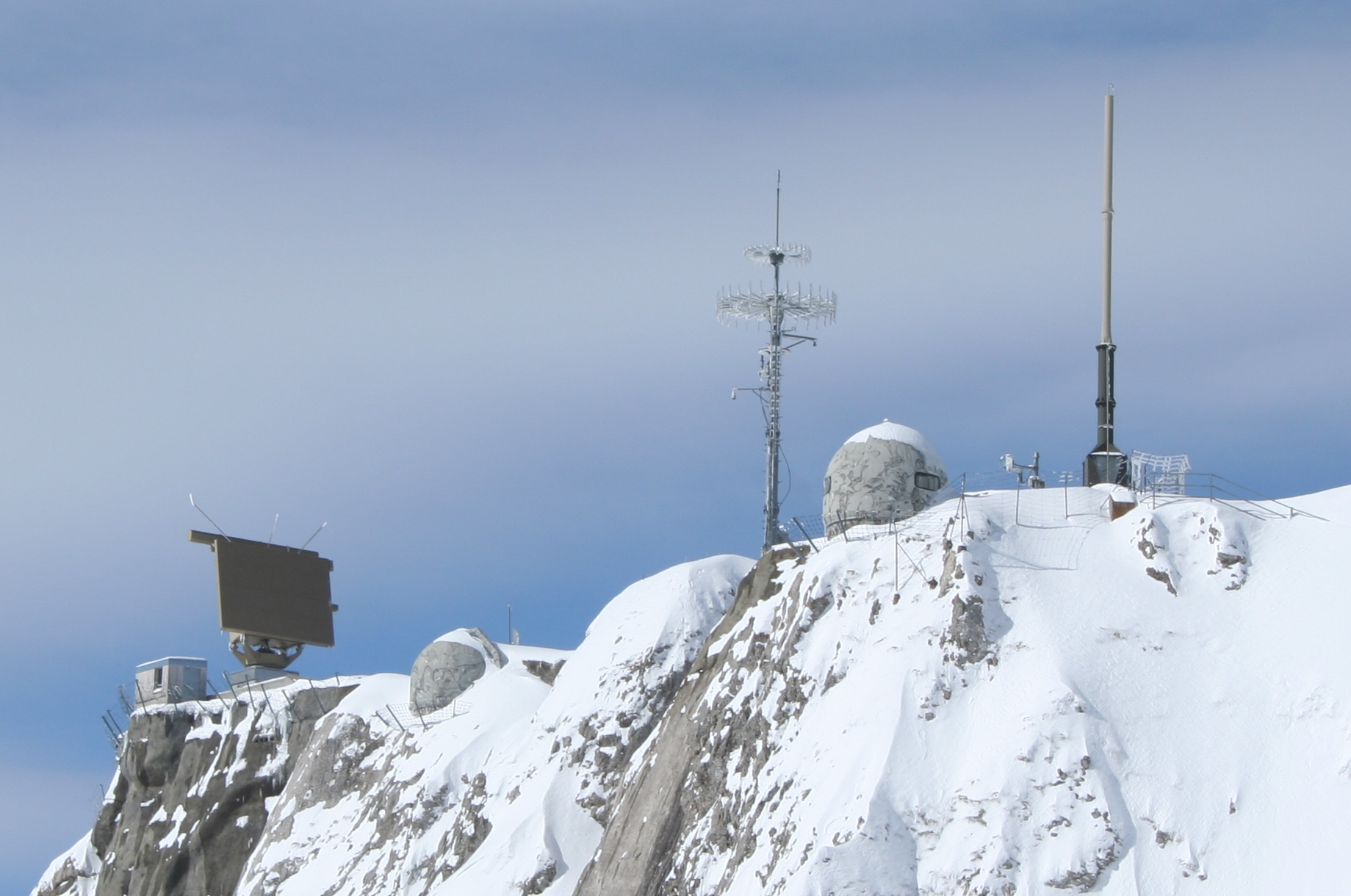
FLORAKO radar Monte Pilatus

- FLORAKO  Estados Unidos Francia Suiza
- TAFLIR  Estados Unidos Suiza
- Skyguard  Suiza
- Stinger Alert Radar  Estados Unidos

## Flota actual
| Imagen | Aeronave                        | Origen                 | Tipo                                | Versiones                                                | En Servicio          | Notas                              |
| ------ | ------------------------------- | ---------------------- | ----------------------------------- | -------------------------------------------------------- | -------------------- | ---------------------------------- |
|        | McDonnell Douglas F/A-18 Hornet | Estados Unidos · Suiza | Caza bombardero                     | F/A-18C F/A-18D                                          | 25 5                 | J-5231,J-5235,J-5237, J-5022 crash |
|        | Northrop F-5                    | Estados Unidos · Suiza | Caza e Avión de intercepción        | F-5E F-5F (Utilizados como patrulla y guerra electrónica | 43 12                |                                    |
|        | Pilatus PC-7                    | Suiza                  | Avión de entrenamiento Básico       | NCPC-7                                                   | 27                   |                                    |
|        | Pilatus PC-9                    | Suiza                  | Avión de entrenamiento Básico       | PC-9M                                                    | 6                    |                                    |
|        | Pilatus PC-21                   | Suiza                  | Avión de entrenamiento Avanzado     | PC-21                                                    | 8 (A-101 - A-108)    |                                    |
|        | Beechcraft 1900                 | Estados Unidos         | Avión de transporte VIP             | 1900D                                                    | 1 (T-729)            |                                    |
|        | DHC-6 Twin Otter                | Canadá                 | Avión de reconocimiento fotográfico | DHC-6-200                                                | 1 (T-741)            |                                    |
|        | Beechcraft Super King Air       | Estados Unidos         | Avión de reconocimiento Fotográfico | C-90A                                                    | 1 (T-721)            |                                    |
|        | CL604                           | Canadá                 | VIP /Ambulanz                       | CL60                                                     | 0 (2) (T-751,T-752)  | per 2019                           |
|        | Pilatus PC-6 Turbo-Porter       | Suiza                  | Avión de transporte Ligero          | PC-6 B2                                                  | 16                   |                                    |
|        | Dassault Falcon 900EX           | Francia                | Avión de transporte VIP             | Falcon 900                                               | 1 (T-785)            |                                    |
|        | Pilatus PC-12                   | Suiza                  | Avión de transporte Ligero          | PC-12                                                    | 1 (HB-FOG)           | AB Emmen                           |
|        | Cessna Citation Excel           | Estados Unidos         | Avión de transporte VIP             | CE-560XL                                                 | 1 (T-784)            |                                    |
|        | Pilatus PC-24                   | Suiza                  | Avión de transporte VIP             | PC-24                                                    | 1 (T-786)            |                                    |
|        | Diamond DA42                    | Estados Unidos Austria | Experiment                          | Diamond DA42 Aurora Centauer                             | 1 (R-711)            | Armasuisse AB Emmen                |
|        | ADS-95 Ranger                   | Suiza                  | Vehículo aéreo no tripulado         | ADS-95                                                   | 24                   |                                    |
|        | ADS-15 Hermes 900               | Israel                 | Vehículo aéreo no tripulado         | ADS-15                                                   | 0 (6)                | 6 per 2019                         |
|        | KZD 85                          | Suiza                  | Vehículo aéreo no tripulado         | KZD-85                                                   | 60 (Z-30 - Z-90, 30) | Targed UAV                         |

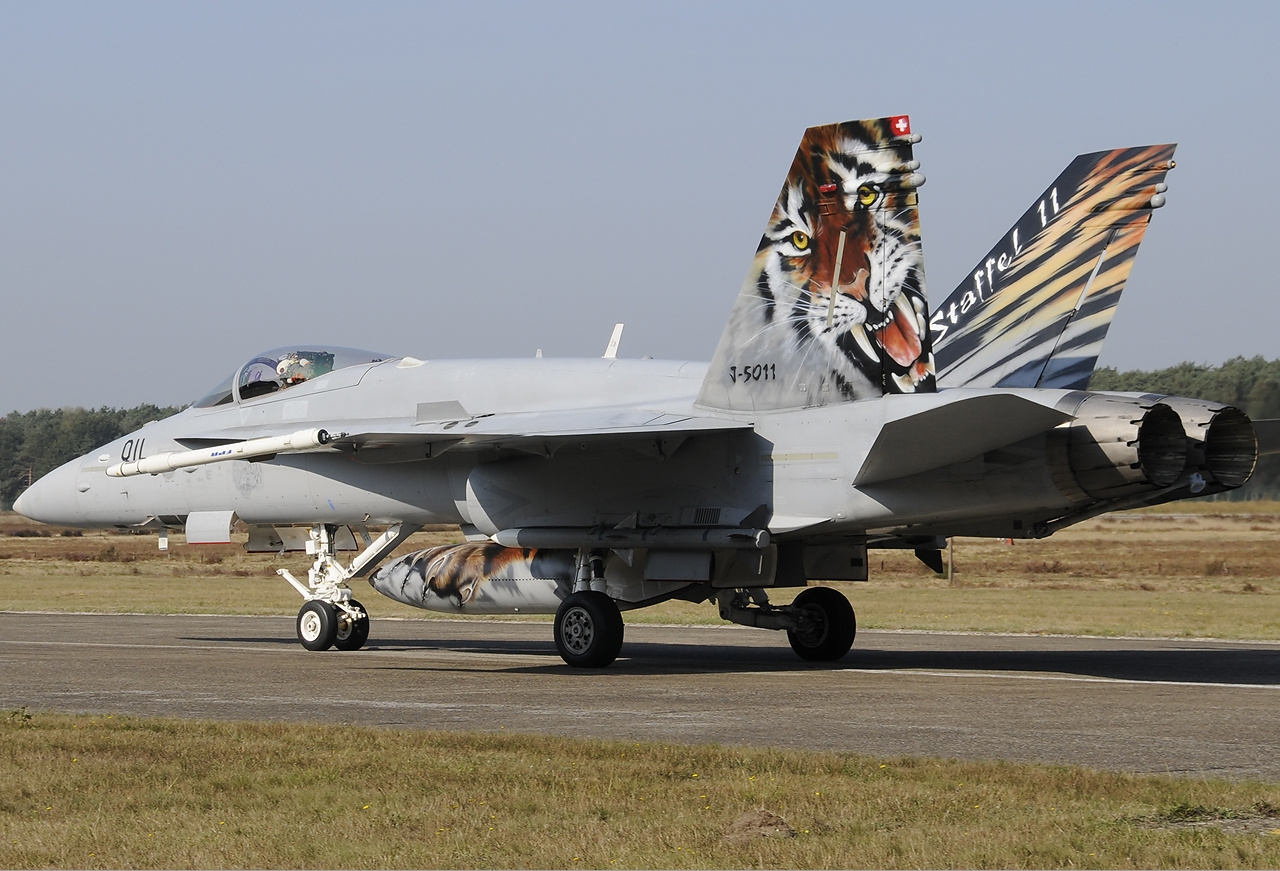
F/A-18C J-5011.

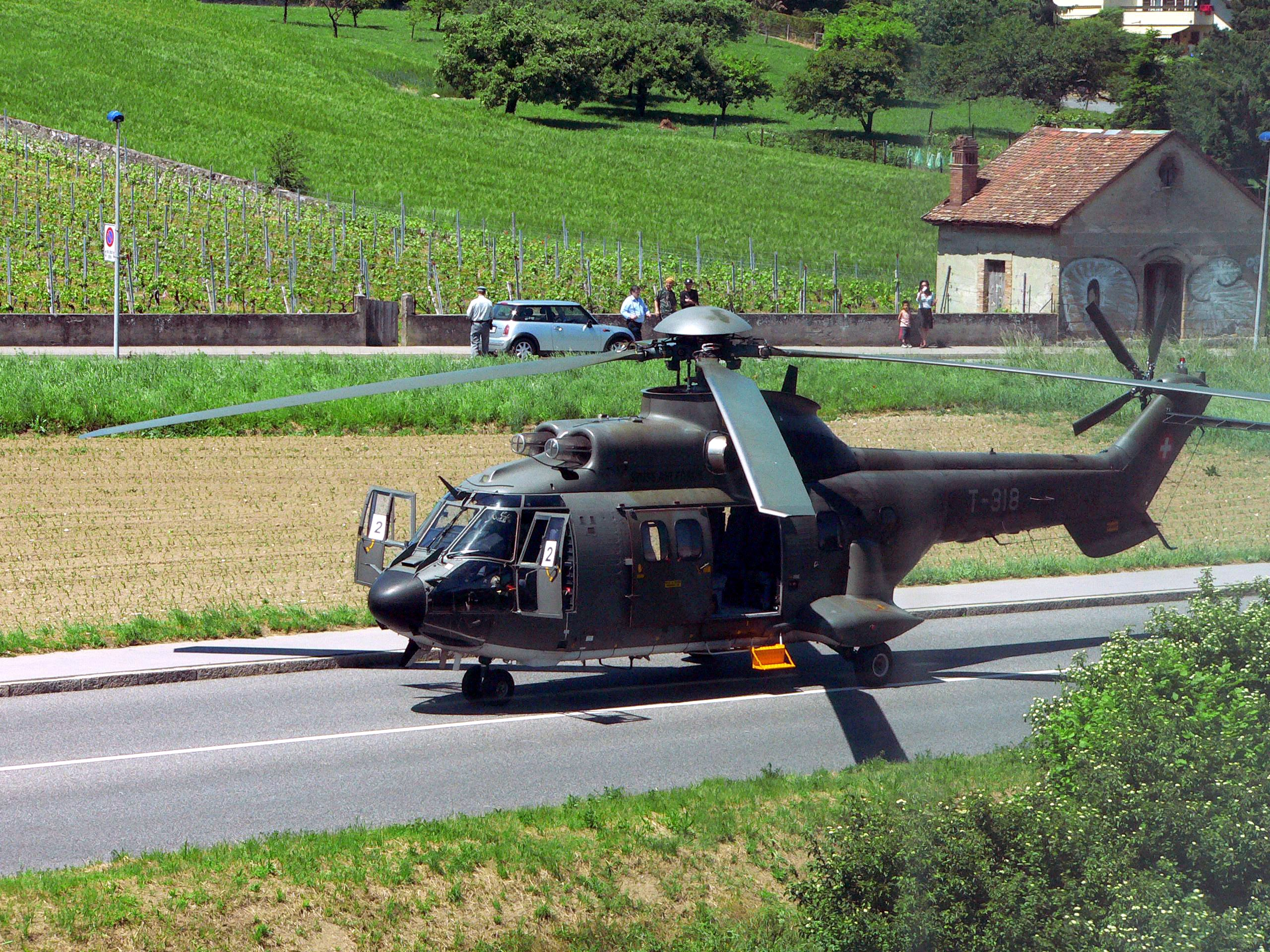
Superpuma.

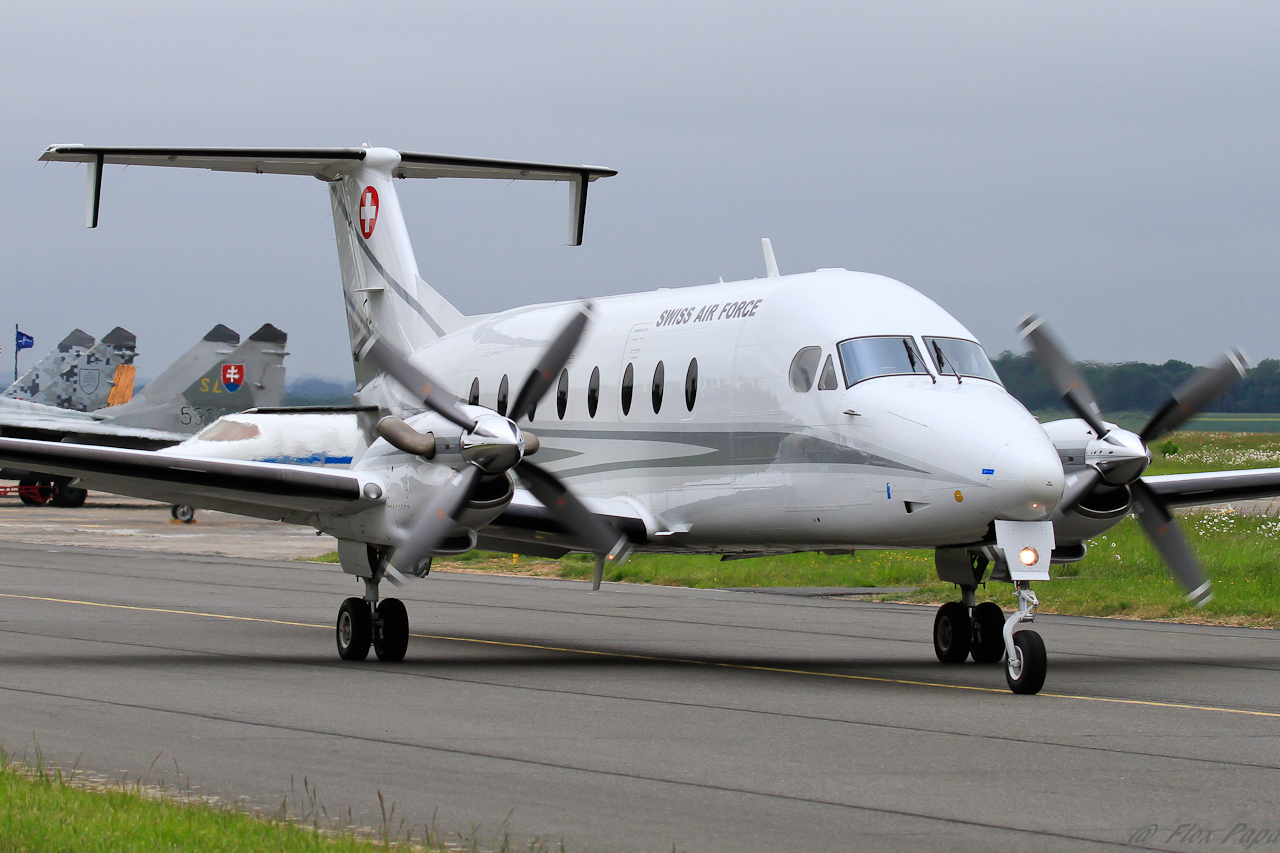
Beech 1900D.

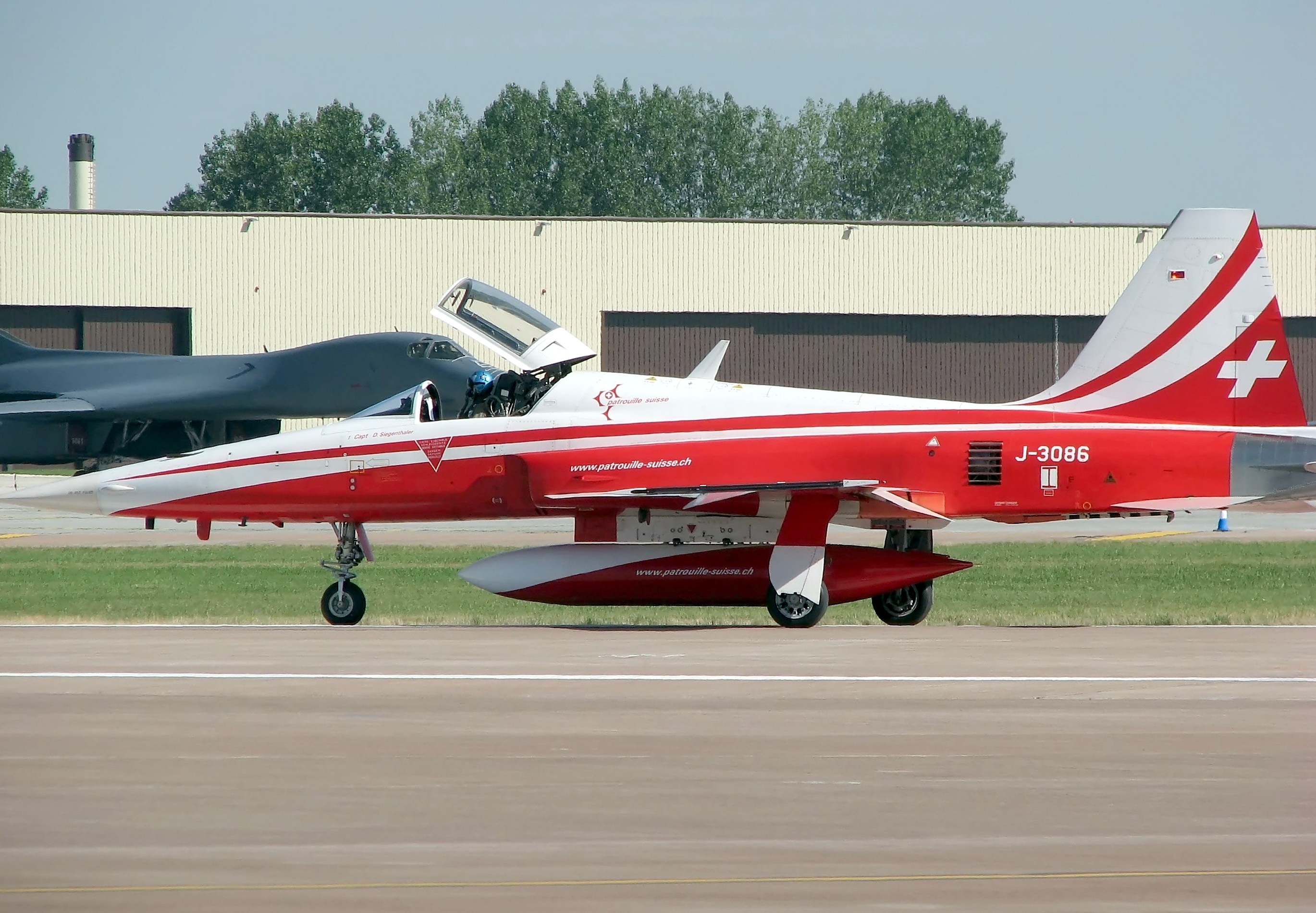
F-5EPatrouille Suisse.

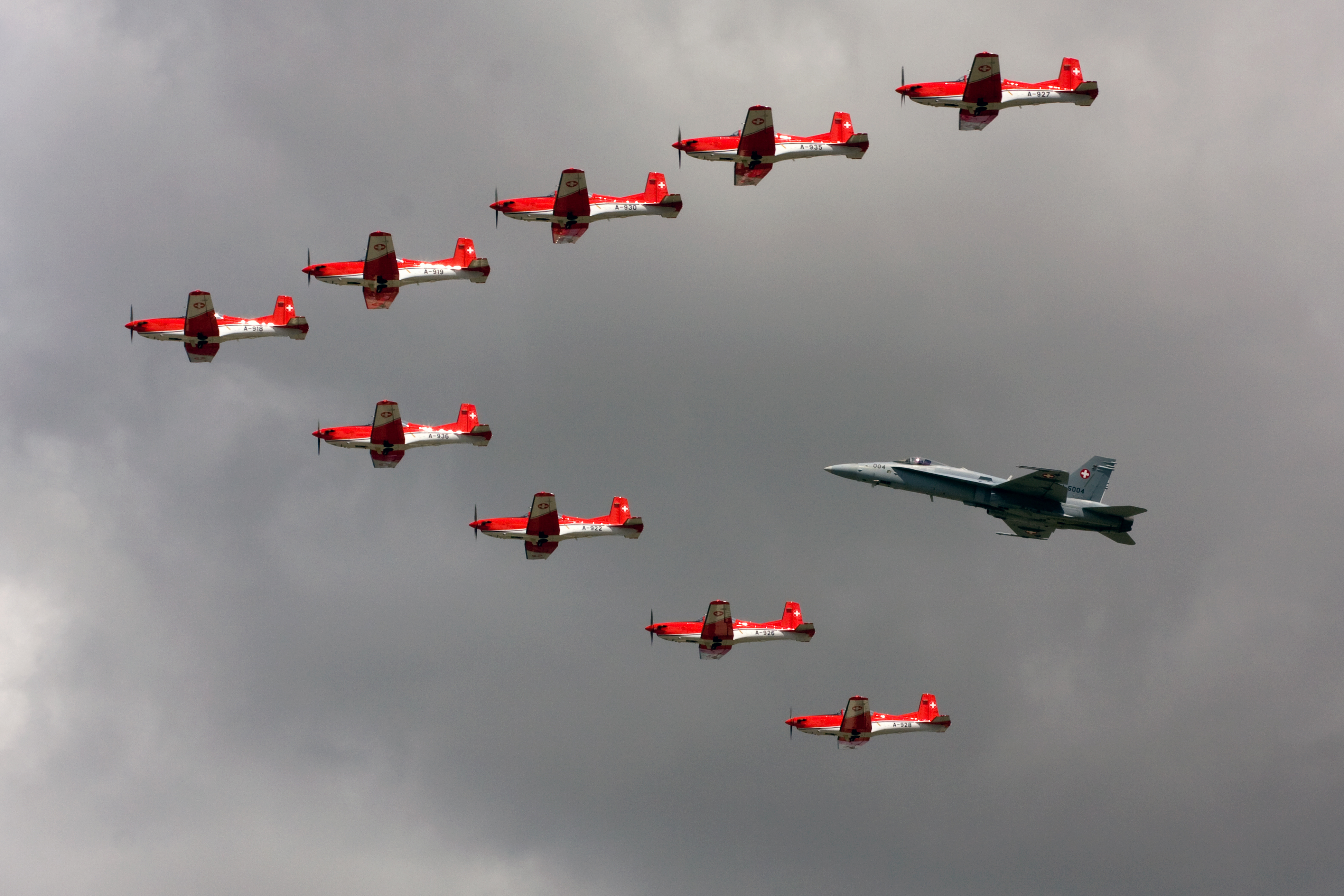
PC-7 Team &F/A-18C.

- Trainingsmockup F/A-18C, X-5098, X-5099.

Source: Swiss Armed Forces - Air Force assets (p. 12); Schweizer Luftwaffe - Mittel: Flugzeuge, Helikopter, Flab

### Helicópteros
| Image | Helicóptero                 | Origen        | Tipo                                  | Versiones | En Servicio | Notas |
| ----- | --------------------------- | ------------- | ------------------------------------- | --------- | ----------- | --- |
|       | Eurocopter AS332 Super Puma | Unión Europea | Helicóptero de Transporte Medio       | AS 332 M1 | 15          | |
|       | Eurocopter AS532 Cougar     | Francia       | Helicóptero utilitario                | AS532 UL  | 10          | 1 perdido (T-341) en un accidente el 30 de marzo de 2011 1 perdido (T-338) en un accidente el 29. 09 de 2016 |
|       | Eurocopter EC635            | Unión Europea | Helicóptero utilitario Transporte VIP | EC635 P2  | 20          | 2 utilizados para el transporte VIP.                                                                         |

Source: Swiss Armed Forces - Air Force assets (p. 12); Schweizer Luftwaffe - Mittel: Flugzeuge, Helikopter, Flab

### Defensa antiaérea
| Image | Nombre                     | Origen         | Tipo                                 | En servicio | Notas                                 |
| ----- | -------------------------- | -------------- | ------------------------------------ | ----------- | ------------------------------------- |
|       | Oerlikon 35 mm twin cannon | Suiza          | Artillería antiaérea                 | 45          | a.k.a. "Flab Kanone 63/90"            |
|       | FIM-92 Stinger             | Estados Unidos | Misil MANPADS guíado por Infrarrojos | 288         |                                       |
|       | Rapier missile             | Reino Unido    | Misil guíado tierra-aire             | 54          | a.k.a. "Mobile Lenkwaffen Flugabwehr" |

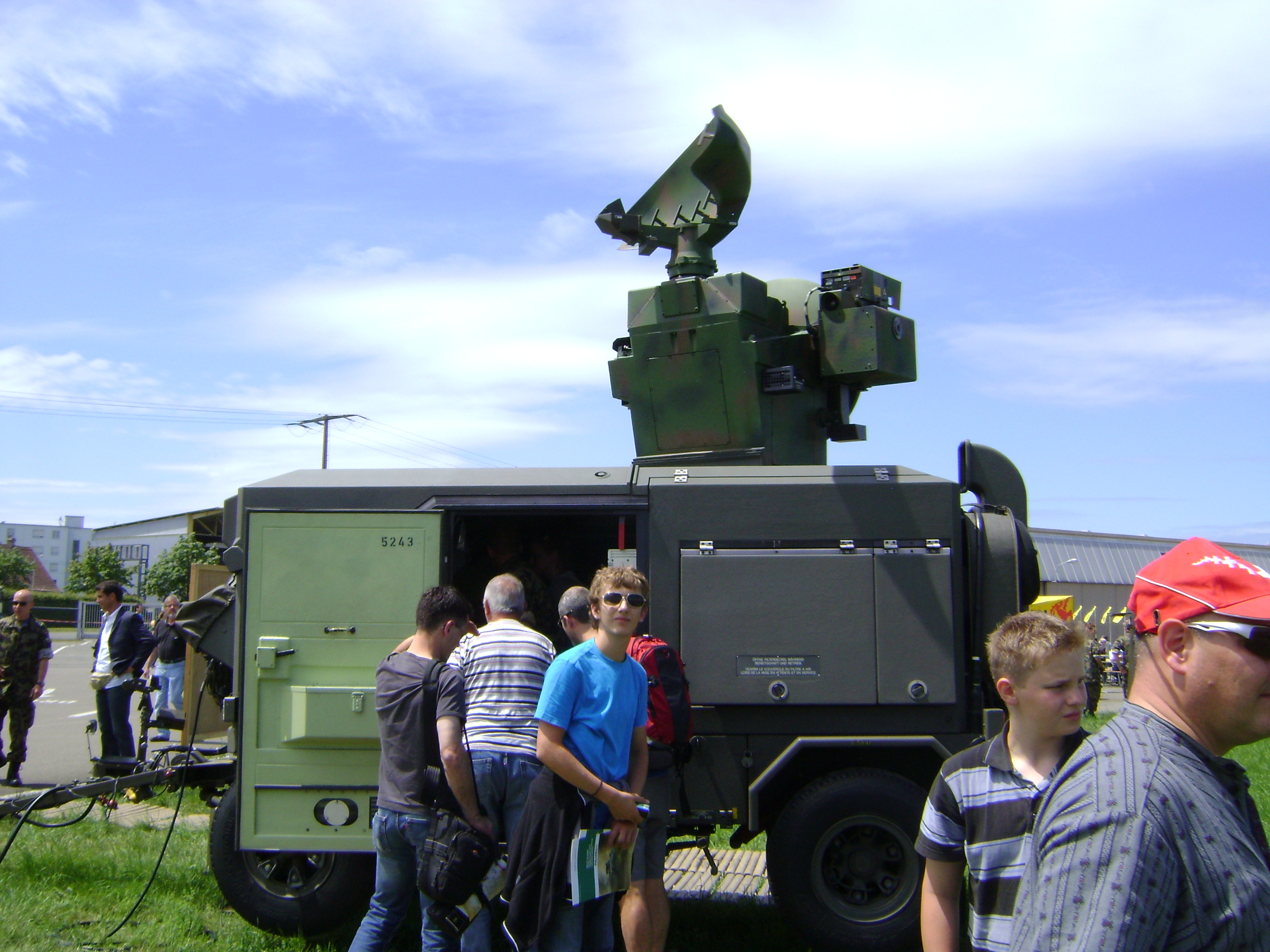
Oerlikon Skyguard

Fuente: Swiss Armed Forces - Air Force assets (p. 12); Schweizer Luftwaffe - Mittel: Flugzeuge, Helikopter, Flab

## Escuadrones aéreos
| Imagen               | Nombre                       | Estatus    | Base          | Aeronave                                                 | Historia | Notas |
| -------------------- | ---------------------------- | ---------- | ------------- | -------------------------------------------------------- | --- | --- |
|                      | Fliegerstaffel 1 Rokh        | Inactive   | Dübendorf     | Northrop F-5                                             | Hawker Hunter, DH-100 Vampire,C-3036, Fokker C.V, Häfeli DH-5                                                    | Commander of the Patrouille Suisse was Member of FlSt1. The Patrouille Suisse was Created from parts of the FlSt1 |
|                      | Fliegerstaffel 2             | Inactive   | Payerne       | Northrop F-5                                             | Hawker Hunter,DH-112 Venom, DH-100 Vampire, AFB Ulrichen, Turtmann                                               | [ 40 ] |
| Archivo:FlSt3new.gif | Fliegerstaffel 3             | Inactive   | Sion          | Mirage IIIRS                                             | Hawker Hunter, [DH-112 Venom Recon vers, Morane-Saulnier MS.406,C-3603, Dewoitine D.27                           | [ 41 ] |
|                      | Fliegerstaffel 4             | Inactive   | Payerne       | Mirage IIIRS                                             | Hawker Hunter, DH-112 Venom, DH-100 Vampire AFB Turtmann, Sankt Stephan                                          | [ 42 ] |
|                      | Fliegerstaffel 5 Lynx        | Interaktiv | Interlaken    | Hawker Hunter                                            | DH-100 Vampire, Häfeli DH-5                                                                                      | Swiss Astronaut Claude Nicollier Pilot at this Sqd                                                                |
|                      | Fliegerstaffel 6 Ducks       | active     | Payerne       | Northrop F-5E                                            | | [ 43 ] [ 44 ] |
|                      | Fliegerstaffel 7             | Inactive   | Meiringen     | Hawker Hunter                                            | DH-112 Venom, DH-100 Vampire, Me109, Fokker C.V, AFB Ambri, Interlaken                                           | [ 45 ] |
|                      | Fliegerstaffel 8 Destructors | active     | Meiringen     | Northrop F-5E                                            | AFBBuochs | [ 46 ] |
| Archivo:FlSt9.gif    | Fliegerstaffel 9             | Inactive   |               | DH-112 Venom                                             | DH-100 Vampire, Me109, D-3801, Dewoitine D.27, Fokker C.V                                                        | [ 47 ] |
| Archivo:FlSt10.gif   | Fliegerstaffel 10            | Inactive   | Buochs        | Dassault Mirage IIIRS                                    | DH-112 Venom recon, DH-100 Vampire,C-3603, North American P-51                                                   | all equipt with Photocameras                                                                                      |
|                      | Fliegerstaffel 11 Tigers     | active     | Meiringen     | F/A-18                                                   | Dübendorf, Northrop F-5E, Hawker Hunter, DH-100 Vampire,D-3801                                                   | Member of the NATO Tiger Association, F/A-18C J-5011 Sqad Aircraft with special paint                             |
|                      | Zielflugstaffel 12           | active     | Emmen         | Pilatus PC-9/ Northrop F-5E                              | Hawker Hunter, EKW C-36                                                                                          | [ 53 ] |
|                      | Fliegerstaffel 13            | Inactive   | Payerne       | Northrop F-5E                                            | DH-112 Venom, D-3800, Trurtmann AFB, Meiringen Ambri                                                             | [ 54 ] |
| Archivo:FlSt14.gif   | Fliegerstaffel 14            | active     | Locarno       | Pilatus PC-7 DH-100 Vampire Pilatus P-3                  | | [ 55 ] |
|                      | Fliegerstaffel 15            | Inactive   | Sankt Stephan | Hawker Hunter                                            | DH-112 Venom, DH-100 Vampire, D-3801, Me109, Payerne                                                             | in the last year a Hunter got a "Papyrus" paint this AC is now private used                                       |
|                      | Fliegerstaffel 16            | active     | Sion          | Northrop F-5F                                            | Mirage IIIS,DH-112 Venom]] & DH-112 R1, DH-100 Vampire, North American P-51 C-3603, EKW C-36, Fokker C.V, Buochs | |
|                      | Fliegerstaffel 17 Falcons    | active     | Payerne       | F/A-18                                                   | Mirage IIIS,DH-112 Venom, D-3802, C-3603, Häfeli DH-5 Dewoitine D.27 AFB BuochsEmmen, Raron                      | Sqd Aircraft F/A-18C J-5017 with "Falcons" Paint                                                                  |
|                      | Fliegerstaffel 18 Panthers   | active     | Payerne       | F/A-18                                                   | | Sqd Aircraft F/A-18C J-5018 with "Phanters" Paint                                                                 |
|                      | Fliegerstaffel 19 Swans      | active     | Sion          | Northrop F-5E                                            | Potez 25, Morane D-3800 North American P-51, DH-112 Venom, Hawker Hunter                                         | Sqd Aircraft F-5E J-3038 Swans paint                                                                              |
|                      | Fliegerstaffel 20            | Inactive   | Mollis        | Hawker Hunter                                            | DH-112 Venom, DH-100 Vampire, North American P-51 D-3801                                                         | [ 62 ] |
|                      | Fliegerstaffel 21            | Inactive   | Raron         | Hawker Hunter                                            | DH-112 Venom, DH-100 Vampire, North American P-51, Dewoitine D.27, Me109, AFB Buochs, Turtmann, Dübendorf        | [ 63 ] [ 64 ] |
|                      | Fliegerstaffel 24            | active     | Emmen         | Pilatus PC-9 / Northrop F-5F                             | Hawker Hunter Trainer                                                                                            | Sqd 22 and 23 don't exist                                                                                         |
| Archivo:LT1.gif      | Lufttransportstaffel 1       | active     | Payerne       | AS 532UL, AS 332M-1, EC635                               | Alouette III | [ 65 ] |
|                      | Lufttransportstaffel 2       | Inactive   | Dübendorf     | Alouette III                                             | Alouette II, Piper PA-18, AFB Triengen                                                                           | [ 66 ] |
|                      | Lufttransportstaffel 3       | active     |               | AS 532UL, AS 332M-1, EC635                               | | [ 67 ] |
|                      | Lufttransportstaffel 4       | active     | Dübendorf     | AS 532UL, AS 332M-1, EC635, B190, DHC-6 Twin Otter, B350 | | Superpuma T-316 with Squadronpainting                                                                             |
| Archivo:LT5Tarn.gif  | Lufttransportstaffel 5       | active     | Dübendorf     | AS 532UL, AS 332M-1, EC635                               | Alouette IIIDornier Do 27Aérospatiale Alouette II                                                                | |
|                      | Lufttransportstaffel 6       | active     | Alpnach       | AS 532UL, AS 332M-1 EC635                                | [ 68 ] | |
|                      | Lufttransportstaffel 7       | active     | Emmen         | Pilatus PC-6                                             | | [ 69 ] |
|                      | Lufttransportstaffel 8       | active     | Alpnach       | AS 532UL, AS 332M-1 EC635                                | Alouette III | [www.lufttransportstaffel8.ch]                                                                                    |

## Otras unidades aéreas
| Imagen                                                  | Nombre                                | Estatus  | Base         | Aeronave                                                                           | Historia                                          | Notas                                                               |
| ------------------------------------------------------- | ------------------------------------- | -------- | ------------ | ---------------------------------------------------------------------------------- | ------------------------------------------------- | ------------------------------------------------------------------- |
|                                                         | Berufsfliegerkorps                    | active   | Dübendorf HQ | all AC types                                                                       |                                                   | former UeG Überwachungsgeschwader                                   |
|                                                         | Lufttransportdienst des Bundes        | active   | Bern         | Cessna Citation Excel, DHC-6 Twin Otter, B350, B1900, Falcon 900, Eurocopter EC635 | Learjet 35, Falcon 50, Eurocopter Dauphin         | [ 72 ]                                                              |
|                                                         | Pilotenschule                         | active   | Emmen        | Pilatus PC-21                                                                      | Northrop F-5F, BAE Hawk, DH-100 VampireT          |                                                                     |
|                                                         | Drohnengeschwader 7                   | active   | Emmen        | RUAG RangerADS-95                                                                  |                                                   |                                                                     |
|                                                         | GRD Armasuisse                        | active   | Emmen        | Pilatus PC-6, Pilatus PC-12, Diamond DA42 Aurora Centauer                          | Hawker Hunter, Mirage IIIC, Northrop F-5E(J-3001) | Flight test Service                                                 |
|                                                         | Patrouille Suisse                     | active   | Emmen        | Northrop F-5E                                                                      | Hawker Hunter AFB Dübendorf                       | Created from parts of the Fliegerstaffel 1                          |
|                                                         | PC-7 Team                             | active   | Dübendorf    | Pilatus PC-7                                                                       |                                                   | [ 74 ]                                                              |
|                                                         | MHR Militär Helikopter Rettungsdienst | Inactive |              |                                                                                    | Alouette III                                      | Search and rescue, Today made by the civil Rega (air rescue)        |
| Archivo:Swiss Air Defence & directions Center Badge.gif | ADDC                                  | active   | Dübendorf    |                                                                                    |                                                   | Air Force HQ, Air Operations Centre, Air Defence& Directions Center |
|                                                         | Parachute Reconnaissance Company 17   | active   | Locarno      | MT-1                                                                               |                                                   | Para reccon                                                         |

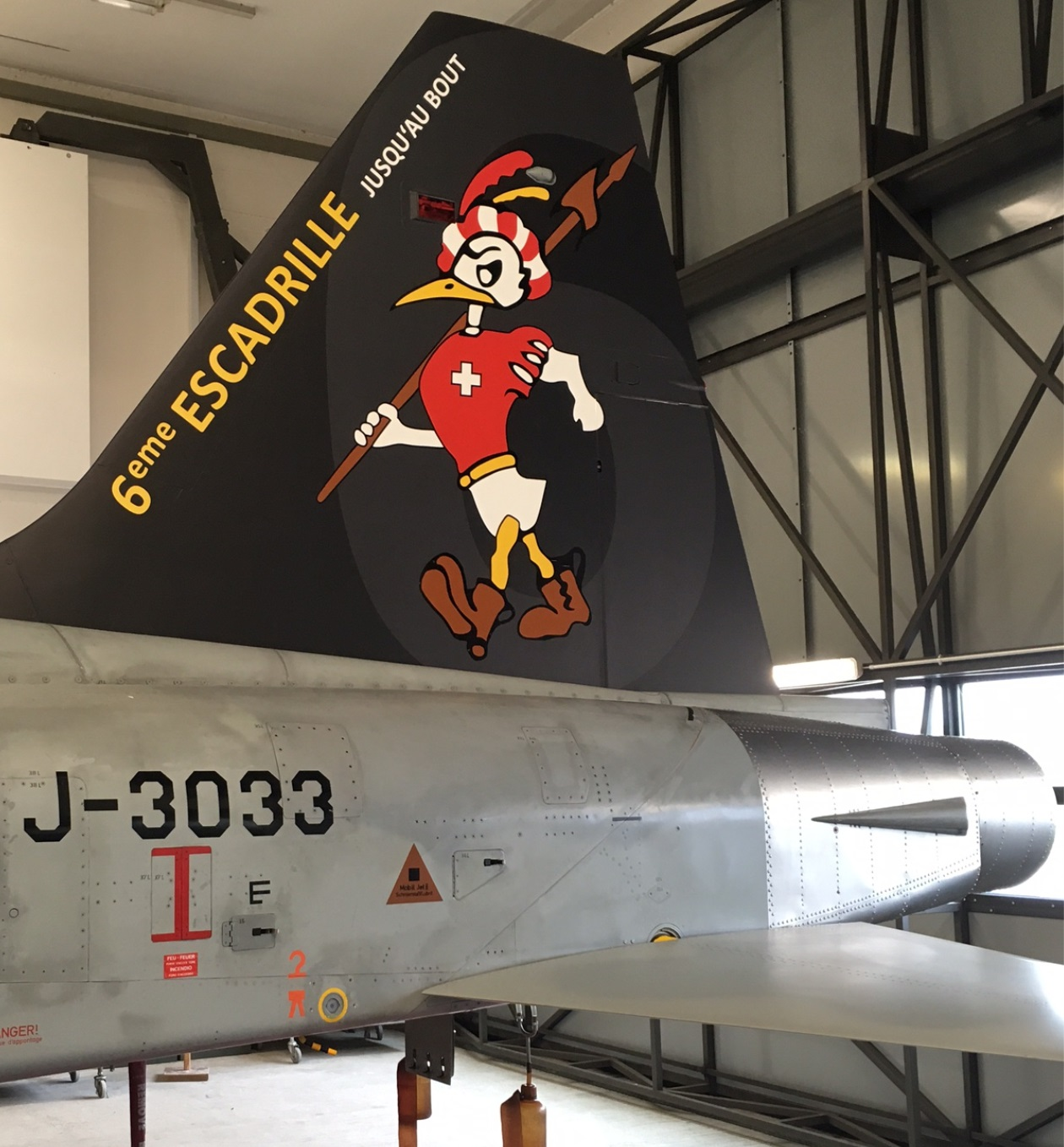
Tail of F-5E J-3033 FlSt6
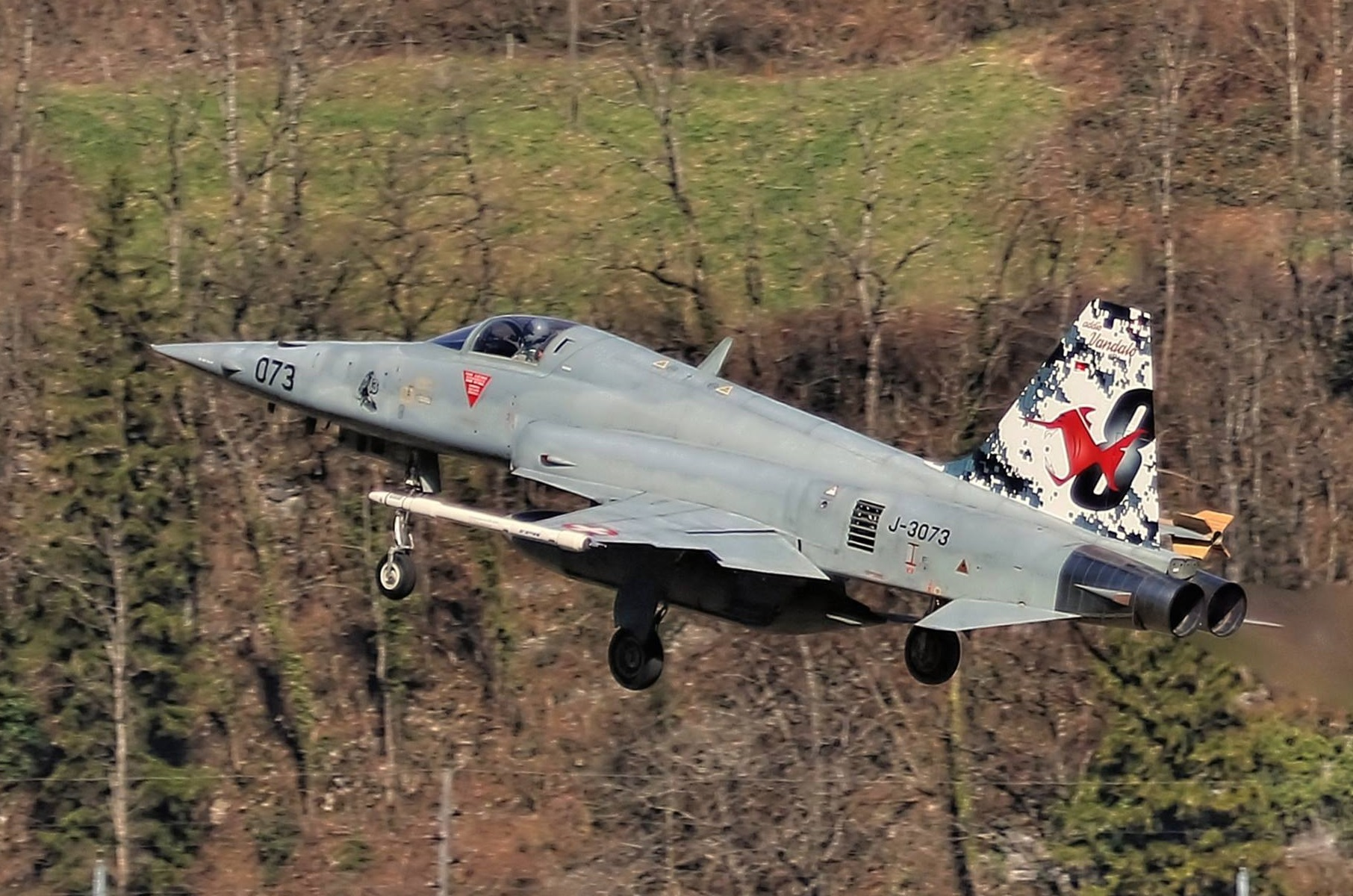
J-3073  FlSt 8 Vándalos
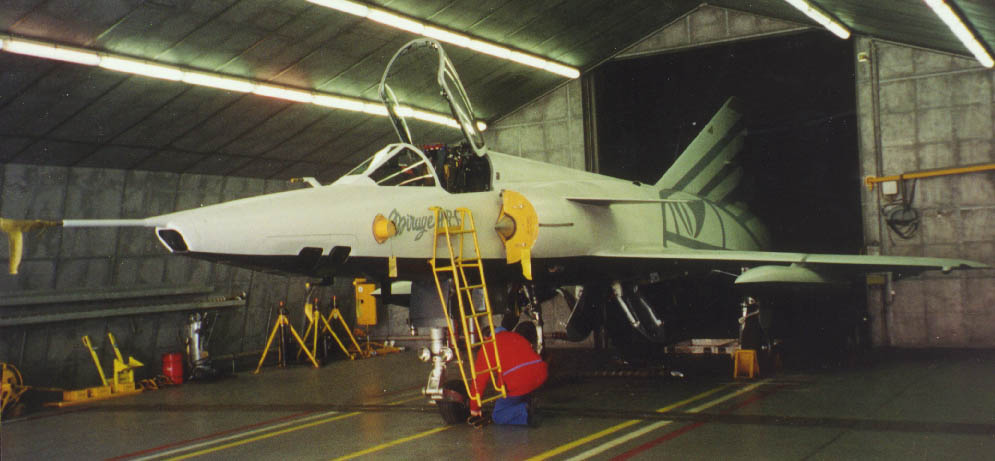
MirageIIIRS FlSt10
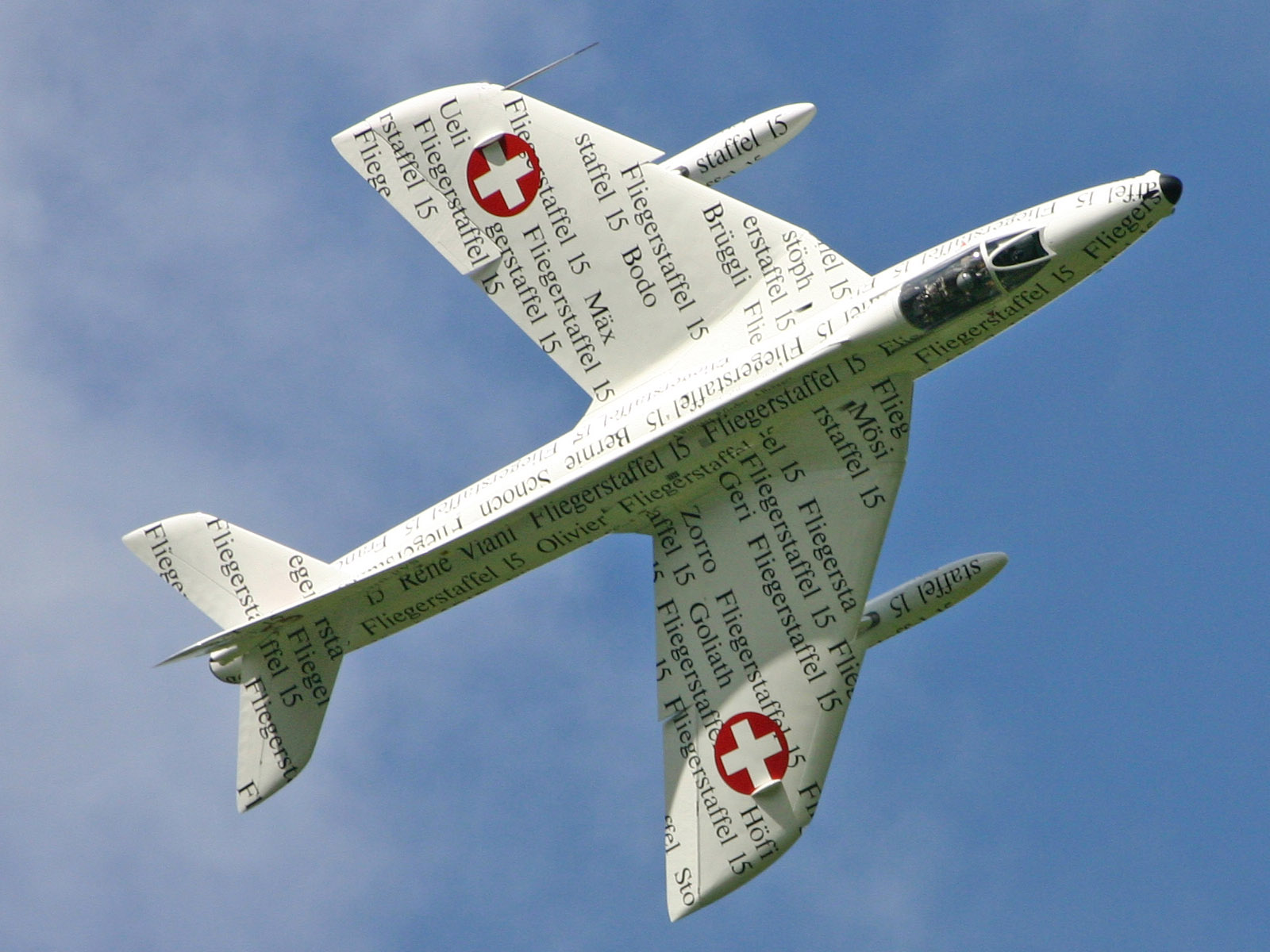
Paper Hunter FlSt15
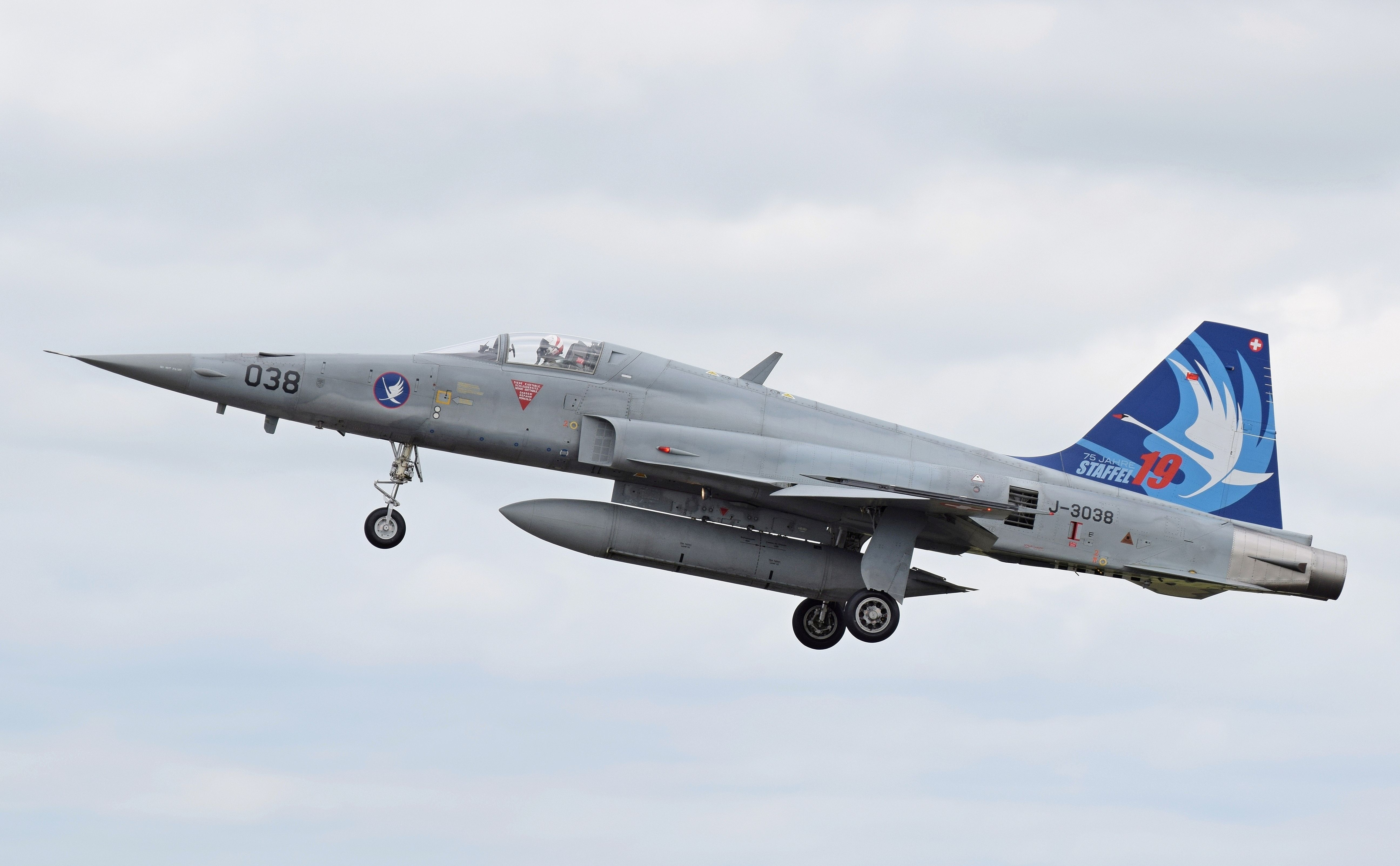
F-5E Swans FlSt19
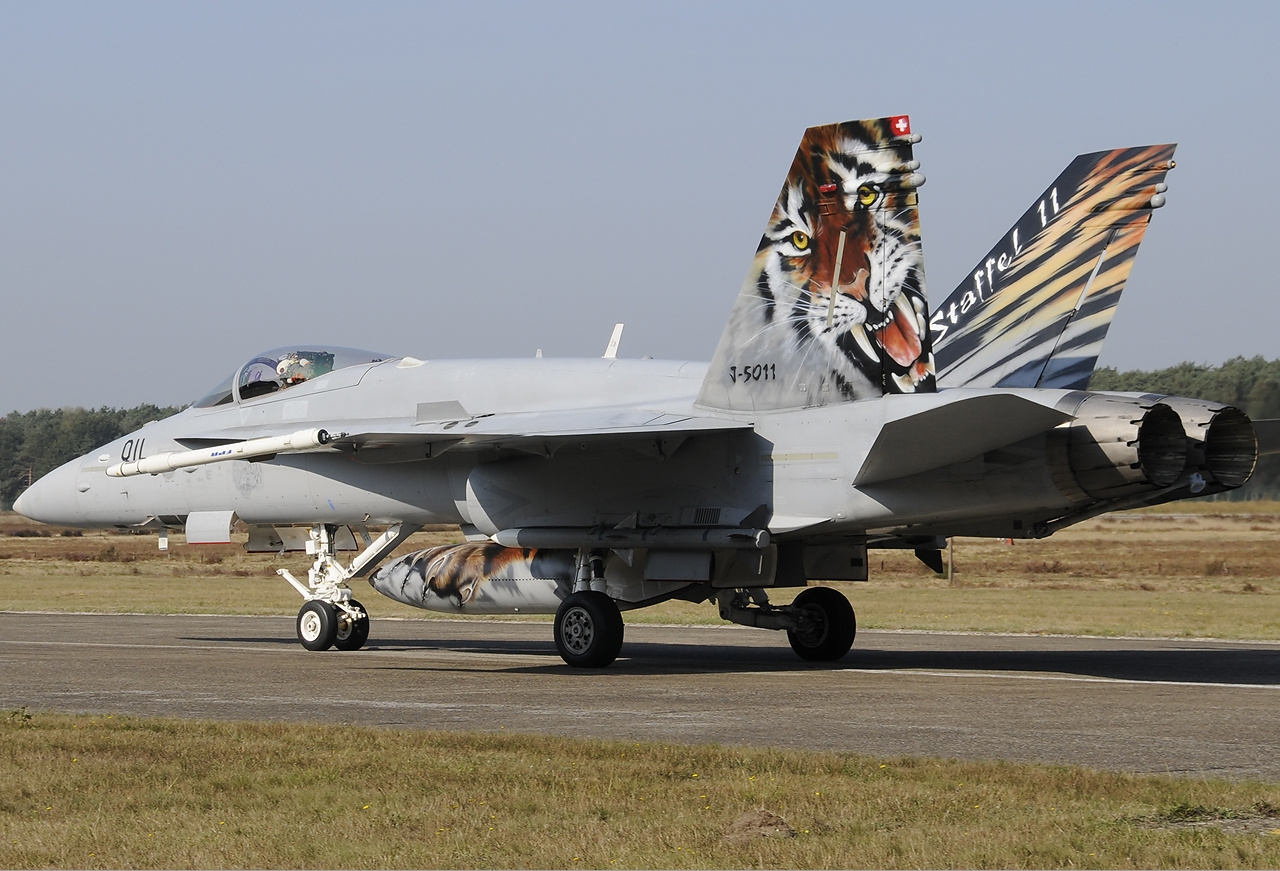
FlSt11 F/A-18C J-5011 Tigers
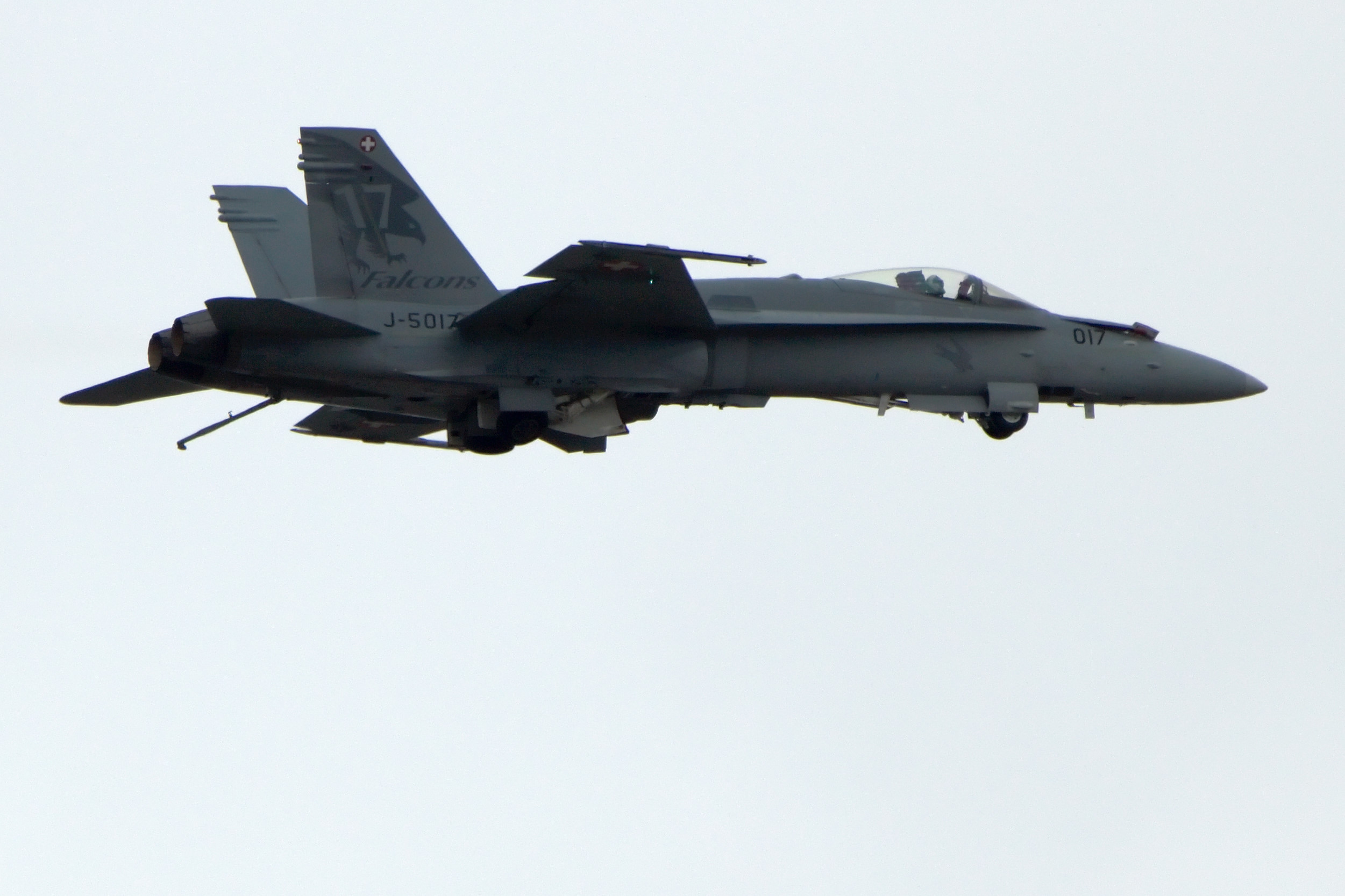
FlSt 17 F/A-18C J-5017 Falcons
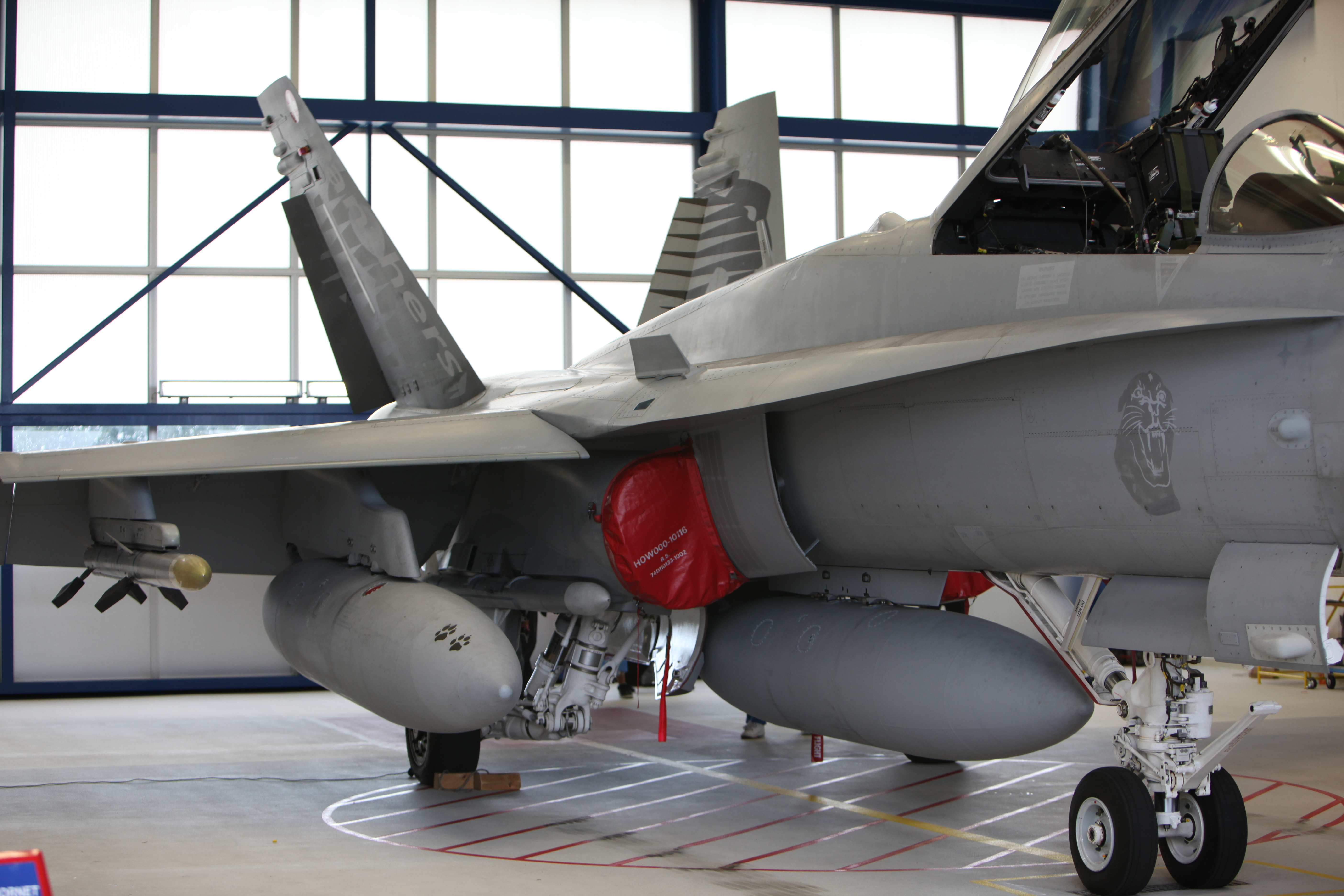
FlSt 18 F/A-18C J-5018 Panthers
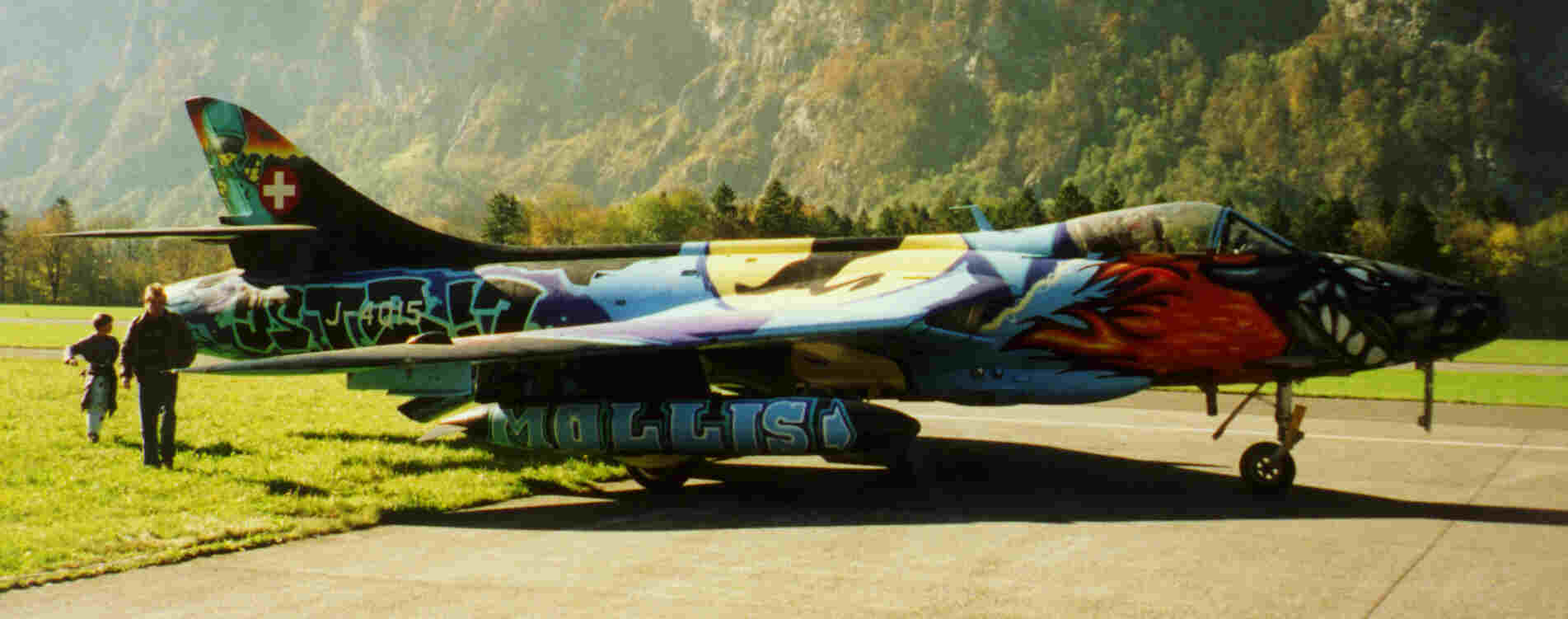
Bison Hunter FlSt20
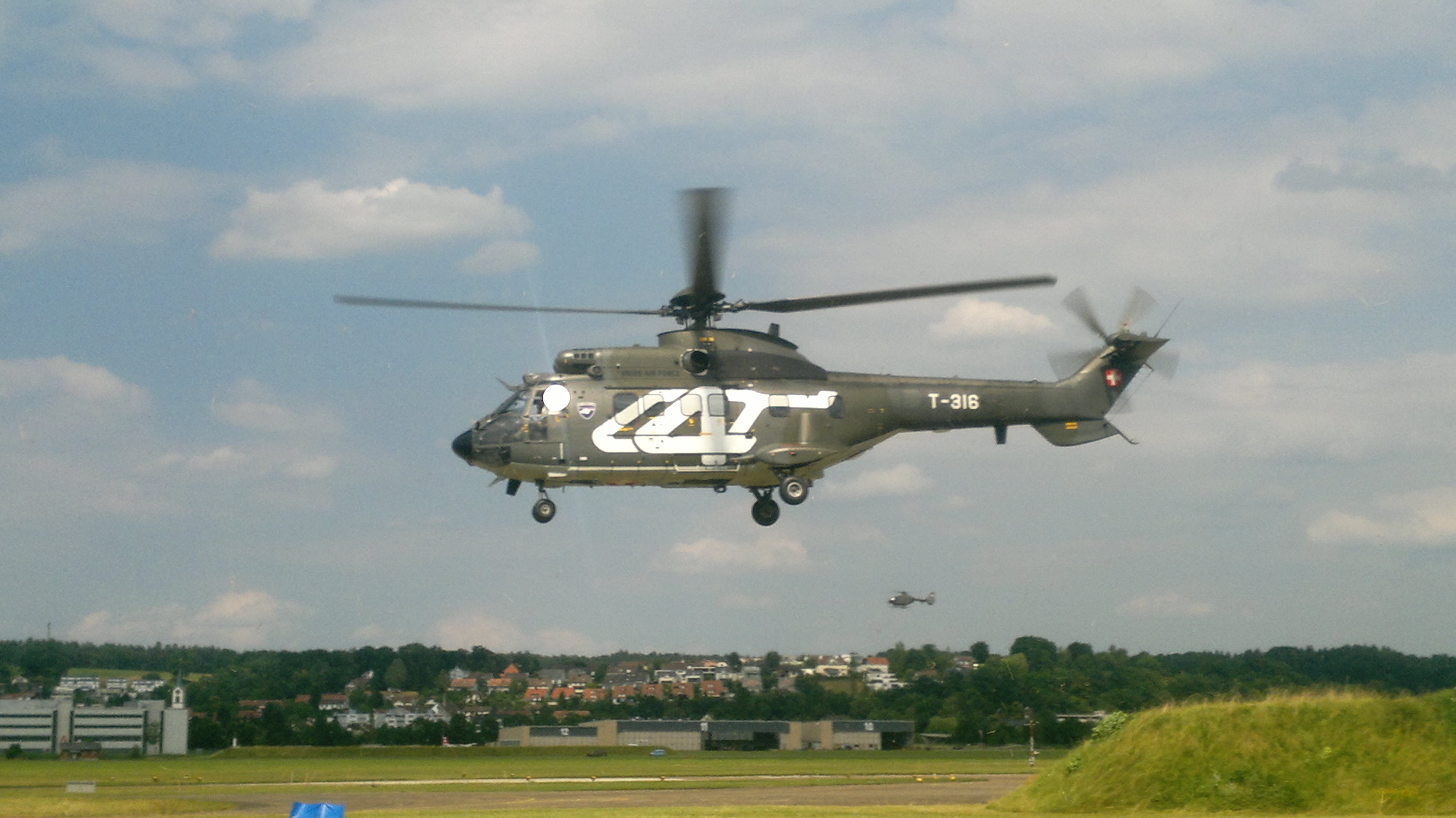
Superpuma T-316 LT4